# Белград
Белгра́д (серб. Бео́град / Beogradо файле) — столица и крупнейший город Республики Сербии. Согласно результатам переписи населения 2022 года, 1 197 714 человек проживают в центральной части города, а 1 681 485 человек — в административных границах города Белграда.
Город расположен в центральной части Сербии, у впадения реки Савы в Дунай, где Среднедунайская низменность граничит с Балканским полуостровом. Площадь округа Город Белград составляет 3227 км² или 3,6 % от общей площади страны, а его население, согласно переписи 2011 года, составляет 22,5 % от населения Сербии (без учёта Косова и Метохии). Является крупнейшим из городов бывшей Югославии.
Белград — один из самых древних городов в Европе: первые поселения на его территории датируются временем существования археологической культуры Винча. Сам город (под именем Сингидунум) был основан кельтским племенем скордисков в III веке до нашей эры. Затем им владели римляне, византийцы, авары, славяне и т. д. В 878 году впервые упоминается как Белград. В 1403 году стал сербской столицей. В 1521 году город был завоёван войсками Османской империи. В 1815 году вновь стал столицей Сербии. C 1918 по 2003 год был столицей Югославии. В 2003—2006 годах Белград был неофициальной столицей конфедеративного союза двух государств — Сербии и Черногории.
Обладает особым административным статусом в составе страны и является одним из пяти статистических регионов. Территория Белграда разделена на 17 городских общин, имеющих органы местного самоуправления.
Будучи столицей страны, Белград является местом расположения всех главных государственных органов власти — исполнительной, законодательной и судебной. Здесь находятся Администрация Президента, Народная скупщина, Правительство со всеми министерствами, Конституционный суд, Верховный кассационный суд Сербии и т. д. Город является крупнейшим экономическим и культурным центром Сербии.

## Этимология
Город был основан кельтами в IV—III веках до н. э.и именовался в то время Сингидун (по одной из версии, в переводе с одного из кельтских языков синги дун — «круглый холм»). В 33 г. до н. э. он был покорён римлянами, которые превратили его в крепость. Её латинское название было Сингидунум. В IX веке город был завоёван славянами и с 878 года упоминается славянский топоним Белград (серб. Бео́град, Beograd). Возможны различные толкования этого названия. Так, часто возникновение топонима связывают с белым цветом крепостных стен города римской эпохи.

## География

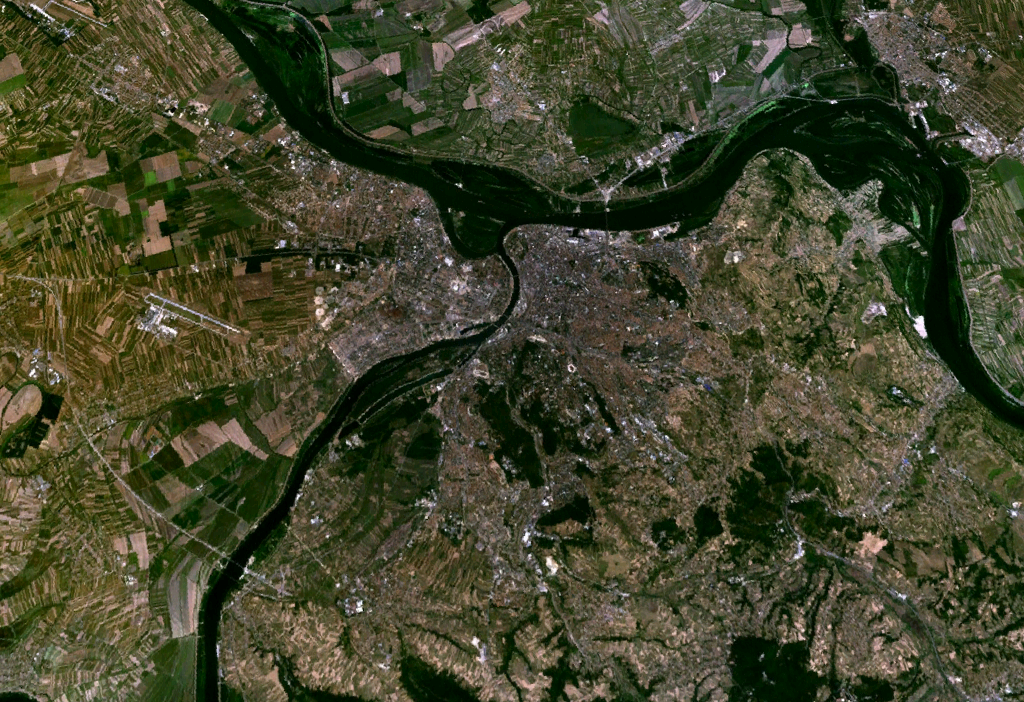
Спутниковый снимок Белграда

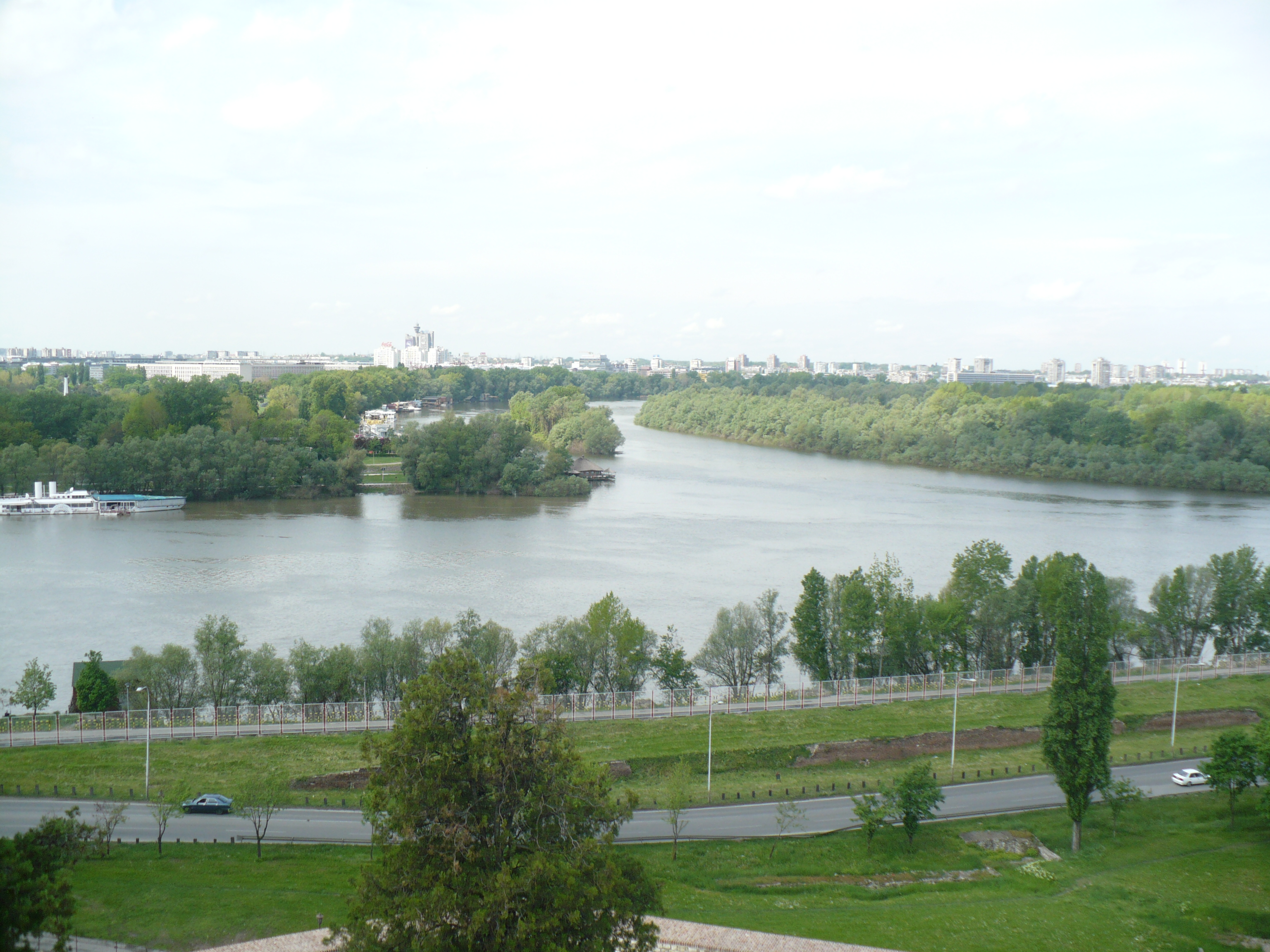
Место впадения Савы в Дунай

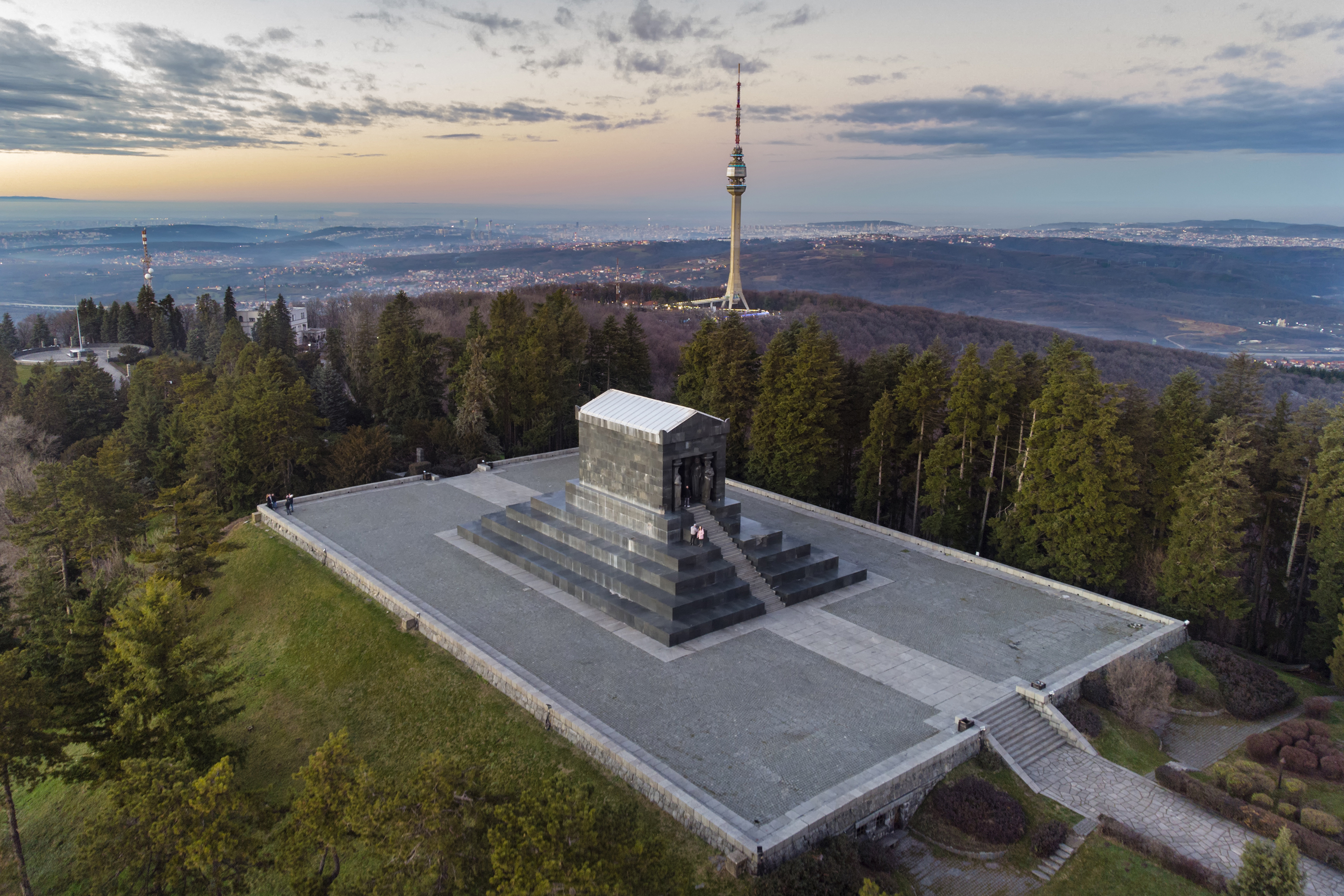
Гора Авала

Белград расположен на двух реках, Саве и Дунае. На Дунае в месте впадения Савы находится остров Велико-Ратно. Исторический центр Белграда находится на берегу реки Савы. В пределах Белграда, от Стари-Бановцев до Гроцки, протяжённость Дуная составляет 60 км, а протяжённость Савы от Обреноваца до устья — 30 км.
Город находится одновременно и на Балканах, и в Восточной Европе, поскольку его общины Нови-Београд и Земун географически расположены в Среме, который, в свою очередь, является частью Паннонской низменности. Часть района Палилула относится к другому региону Паннонской низменности — Банату. Фактически столица Сербии расположена на границе Балканского полуострова и Восточной Европы.
Средняя высота над уровнем моря составляет 116,75 м. Расположенный на правом берегу Савы, центр Белграда размещается на холмах, самым высоким из которых является Торлак — 303 м над уровнем моря. Горы Авала и Космай, также относящиеся к Белградскому округу, имеют высоты 511 м и 628 м, соответственно. На левом берегу Савы, а также по берегам Дуная местность в целом плоская, состоящая из аллювиальных равнин и лёссовых плато. В Белградском округе находится множество лесов, среди которых лучше всего сохранились такие, как Космай, Авала, Трешня, Липовица, Топчидер, Обреновачки-Забран и Бойчин. Общая площадь лесов составляет 61 987,21 га. Заболоченый Бойчинский лес является охраняемым памятником природы. Согласно данным городского Сектора статистики, лесов нет на территории только двух из семнадцати городских общин — Врачар и Стари-Град.

### Климат
Климат Белграда является влажным субтропическим, по классификации климатов Кёппена — Cfa, с довольно жарким летом и мягкой зимой. Средние температуры января и февраля — +1,4 °C и +3 °C, июля — +23 °C. Среднегодовая температура составляет +12,5 °C. В Белграде в среднем около 31 дня в году с температурой свыше +30 °C, а 95 дней в году температура превышает +25 °C. Среднегодовое количество осадков — около 700 мм. Самые солнечные месяцы — июль и август, самые пасмурные — декабрь и январь.
Продолжительность светового дня в Белграде варьируется от 8 часов 48 минут 21—22 декабря до 15 часов 36 минут 21—22 июня.
| Показатель                                                                      | Янв.  | Фев.  | Март | Апр. | Май  | Июнь | Июль | Авг. | Сен. | Окт. | Нояб. | Дек.  | Год   |
| ------------------------------------------------------------------------------- | ----- | ----- | ---- | ---- | ---- | ---- | ---- | ---- | ---- | ---- | ----- | ----- | ----- |
| Абсолютный максимум, °C                                                         | 18,4  | 23,9  | 25,0 | 32,4 | 34,5 | 36,7 | 43,6 | 39,9 | 37,5 | 33,7 | 25,0  | 20,2  | 43,6  |
| Средний суточный максимум, °C                                                   | 4,6   | 6,0   | 12,4 | 19,1 | 23,3 | 26,8 | 29,7 | 29,3 | 24,1 | 18,7 | 12,5  | 6,2   | 17,7  |
| Средняя температура, °C                                                         | 2,2   | 3,1   | 8,5  | 14,3 | 18,3 | 21,9 | 24,3 | 23,9 | 19,3 | 14,5 | 9,1   | 4,0   | 13,6  |
| Средний суточный минимум, °C                                                    | −0,1  | 0,3   | 4,5  | 9,6  | 13,4 | 17,0 | 19,0 | 18,5 | 14,4 | 10,0 | 5,6   | 1,7   | 9,5   |
| Абсолютный минимум, °C                                                          | −12,7 | −15,5 | −12  | 0,2  | 2,5  | 7,0  | 11,9 | 11,0 | 7,0  | −1,4 | −3,1  | −12,2 | −15,5 |
| Норма осадков, мм                                                               | 61    | 61    | 57   | 41   | 71   | 94   | 57   | 76   | 46   | 48   | 52    | 58    | 722   |
| Источник: www.weatheronline.co.uk экстремумы и осадки с Климатического монитора |       |       |      |      |      |      |      |      |      |      |       |       |       |

| Относительная влажность воздуха | Относительная влажность воздуха | Относительная влажность воздуха | Относительная влажность воздуха | Относительная влажность воздуха | Относительная влажность воздуха | Относительная влажность воздуха | Относительная влажность воздуха | Относительная влажность воздуха | Относительная влажность воздуха | Относительная влажность воздуха | Относительная влажность воздуха | Относительная влажность воздуха | Относительная влажность воздуха |
| Месяц                           | Янв                             | Фев                             | Мар                             | Апр                             | Май                             | Июн                             | Июл                             | Авг                             | Сен                             | Окт                             | Ноя                             | Дек                             | Год                             |
| Влажность воздуха, %            | 78                              | 73                              | 65                              | 62                              | 63                              | 65                              | 63                              | 64                              | 68                              | 70                              | 76                              | 80                              | 69                              |
| ------------------------------- | ------------------------------- | ------------------------------- | ------------------------------- | ------------------------------- | ------------------------------- | ------------------------------- | ------------------------------- | ------------------------------- | ------------------------------- | ------------------------------- | ------------------------------- | ------------------------------- | ------------------------------- |

| Солнечное сияние, часов за месяц | Солнечное сияние, часов за месяц | Солнечное сияние, часов за месяц | Солнечное сияние, часов за месяц | Солнечное сияние, часов за месяц | Солнечное сияние, часов за месяц | Солнечное сияние, часов за месяц | Солнечное сияние, часов за месяц | Солнечное сияние, часов за месяц | Солнечное сияние, часов за месяц | Солнечное сияние, часов за месяц | Солнечное сияние, часов за месяц | Солнечное сияние, часов за месяц | Солнечное сияние, часов за месяц |
| Месяц                            | Янв                              | Фев                              | Мар                              | Апр                              | Май                              | Июн                              | Июл                              | Авг                              | Сен                              | Окт                              | Ноя                              | Дек                              | Год                              |
| Солнечное сияние, ч              | 71                               | 88                               | 143                              | 178                              | 226                              | 246                              | 284                              | 266                              | 203                              | 169                              | 89                               | 63                               | 2025                             |
| -------------------------------- | -------------------------------- | -------------------------------- | -------------------------------- | -------------------------------- | -------------------------------- | -------------------------------- | -------------------------------- | -------------------------------- | -------------------------------- | -------------------------------- | -------------------------------- | -------------------------------- | -------------------------------- |

## История

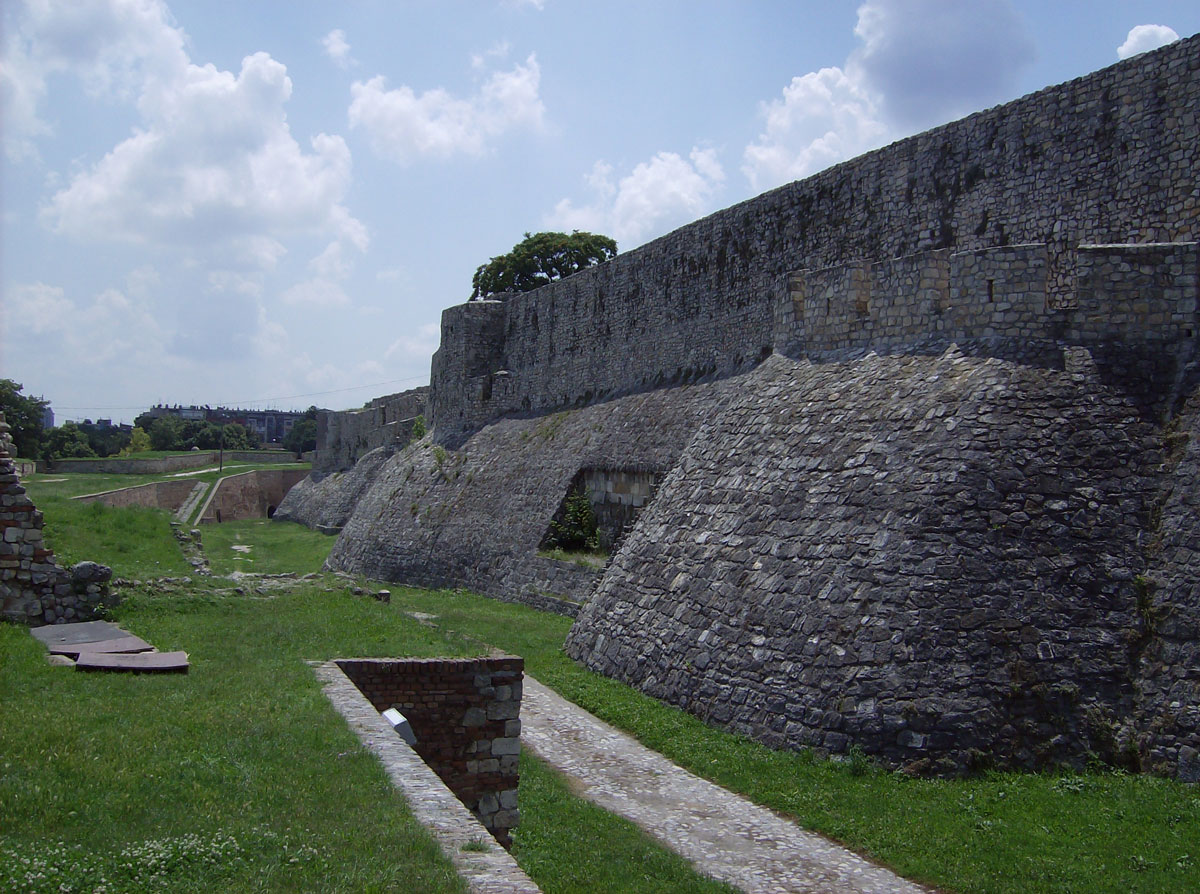
В основе стен Белградской крепости обнаружены остатки укреплений римского каструма

Первыми свидетельствами проживания людей на территории современного Белграда считаются каменные орудия, относящиеся к мустьерской археологической культуре. Также были найдены артефакты, принадлежащие ориньякской и граветтской культурам. Постоянные поселения на территории города появились в эпоху неолита и относятся к старчево-кришской и винчанской культурам, их жители занимались земледелием и различными ремёслами.
Около 600 лет до н. э. на берегах Савы и Дуная жили фракийцы, киммерийцы, затем скифы. В III веке до н. э. здесь поселилось кельтское племя скордиски. Их укреплённое поселение именовалось Сингидунум. По одной из версий, название означает «круглый город». По другой версии, во время прихода кельтов эту землю занимало фракийское племя синги, по имени которых кельты назвали новый город. О нём неизвестно ничего, кроме названия. Также в Карабурме и Роспа-Чуприи были обнаружены некрополи того периода.
В начале I века нашей эры город захватили римляне, в нём разместился военный гарнизон. В 86 году он стал местом постоянной дислокации IV Счастливого Флавиева легиона. Присутствие легионеров, выделение земли ветеранам и т. д. способствовало росту города. Вокруг сооружённого легионерами каменного каструма (на месте современного Калемегдана) стали строиться городские кварталы. В этот же период стало развиваться поселение Таурунум, построенное на месте прежнего кельтского укрепления на левом берегу Савы (современный Земун). Значение Сингидунума как военного центра региона возросло в III веке, когда римляне оставили Дакию и граница пролегла по Дунаю. Через город также проходила знаменитая дорога Via militaris, вдоль которой был выстроен ряд укреплений. После раздела Римской империи в 395 году Сингидунум стал частью Восточной Римской империи.

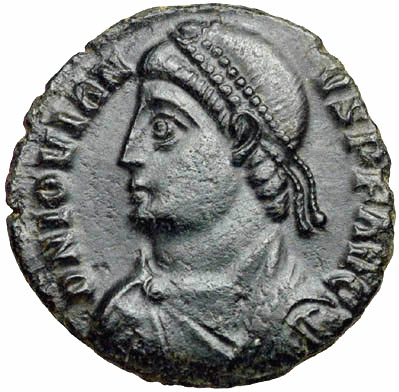
Фоллис императора Иовиана из Сингидунума

Разделение империи произошло во время Великого переселения народов. Будучи пограничной крепостью, Сингидунум стал целью многих племён, вторгавшихся в пределы Восточной Римской империи. В первой половине V века он неоднократно выдерживал осады, но в 441 году гуннам удалось взять его штурмом, после чего город был сожжён. В 454 году войскам Византии (Восточной Римской империи) удалось вернуть его, но вскоре он был захвачен сарматами. В 470 году Сингидунум был захвачен остготами. В 488 году им овладели гепиды, но в 504 году остготы отбили город. Спустя несколько лет они, согласно мирному договору, вернули его Византии. В 512 году император принял решение расселить в нём герулов, чтобы те защищали границу империи от нападений гепидов с другого берега Дуная. При Юстиниане I вокруг Сингидунума воздвигли мощные каменные укрепления. В конце того же века город захватили авары и славяне. Около 630 года в его окрестностях расселились сербы. После этого на протяжении более чем двух столетий город нигде не упоминается. Только в 878 году в письме папы римского болгарскому князю Владимиру-Михаилу вновь идёт речь о городе, но уже под его славянским названием Белград.
После того, как войско Карла Великого разгромило аваров в Паннонии, франки на месте Таурунума основали поселение Малевила. После заселения его славянами оно стало называться Земун. Когда франки покинули область Белграда, в 827 году город вошёл в состав Первого болгарского царства. У болгар он был отбит венграми, но спустя некоторое время Болгарии удалось вернуть город. В 1018 году город стал частью Византии и вновь стал играть роль важной пограничной крепости империи.

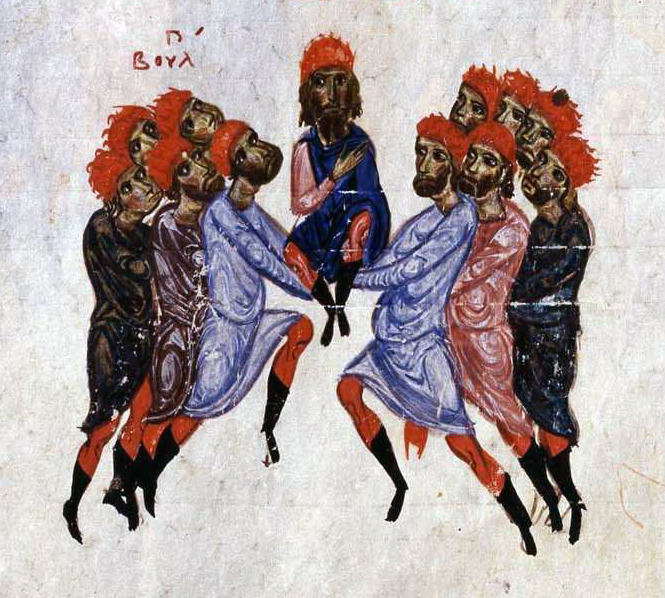
Коронация Петра Деляна

В 1040 году в Поморавье вспыхнуло антивизантийское восстание под предводительством Петра Деляна. Среди захваченных восставшими городов был и Белград, где Делян объявил себя внуком болгарского царя Самуила и был провозглашён болгарским царём под именем Петра II. В 1041 году восстание было подавлено византийцами. На протяжении XI—XII веков город был ареной ожесточённой борьбы между Византией и Венгрией. Кроме армий этих держав, его несколько раз опустошали крестоносцы, шедшие через этот район в Святую землю.
В 1284 году король Сербии Драгутин от своего венгерского короля Ласло IV получил в управление область Мачву с Белградом. Он интенсивно заселял его сербами, в городе росло влияние Сербской православной церкви. Активно велось новое строительство. В 1319 году, спустя несколько лет после смерти Драгутина, венгерское войско захватило и разрушило город. На протяжении XIV века он был пограничным форпостом, на который венгерские короли смотрели как на препятствие, не позволявшее Сербии расширяться на север.
После появления на Балканах турок и битвы на Косовом поле венгры, стремясь чужими руками защитить Дунай, передали Белград сербскому деспоту Стефану Лазаревичу. Он отстроил город и воздвиг там мощные укрепления. Правление деспота Стефана стало временем расцвета средневекового Белграда. Город, будучи столицей Сербской деспотовины, стал главным экономическим, культурным и религиозным центром страны. По оценкам историков, его население достигало 40—50 тысяч человек. Наследник Стефана Георгий Бранкович был вынужден вернуть город Венгрии. По образцу Белградской крепости он построил укрепления в Смедереве. Между тем сам Белград под венгерским управлением быстро потерял свою экономическую и культурную роль. Кроме того, негативным образом сказалась и венгерская национальная политика — король Сигизмунд заселял город венграми, а сербам был запрещён вход в его центральную часть.

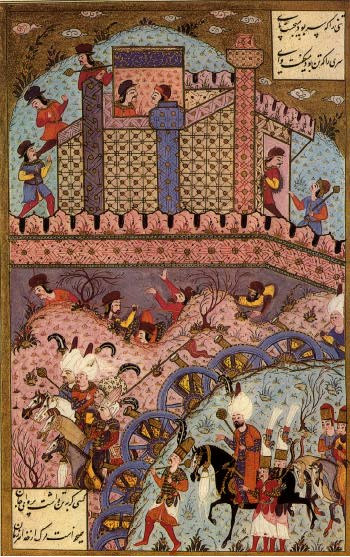
Осада Белграда в 1521 году

Для Османской империи захват Белграда был важной задачей, так как крепость прикрывала путь в Венгрию и не позволяла туркам вести свои наступательные походы. В 1440 году Белград осадила турецкая армия численностью в 100 000 человек под командованием султана Мурада II. Ей не удалось взять город, но на вершине Авалы, на месте сербского укрепления Жрнов, турки построили крепость и разместили в ней крупный гарнизон, который стал опорным пунктом для последующих атак на Белград. Вплоть до конца столетия вокруг города велись ожесточённые бои. В 1521 году султан Сулейман захватил город. Завоевание Белграда османами привело к изменению этнического и конфессионального состава его жителей. Так, по оценкам турецких чиновников, в 1536 году в нём было 139 христианских, 79 мусульманских и 29 цыганских домохозяйств. А в 1572 году — 695 мусульманских, 220 христианских, 192 цыганских и 20 еврейских домохозяйств.
Туркам удалось довольно быстро расширить свои владения на север и запад (современные Венгрия, Босния и Герцеговина и Хорватия) и на протяжении следующих более чем 150 лет Белград не знал крупных сражений. Став центром санджака, город вскоре превратился в крупный торговый и транспортный центр. Белград был главным опорным пунктом турок на Дунае. В нём развивались ремесленные мастерские, значительная часть которых работала на османскую армию. Интенсивное строительство изменило его архитектурный стиль на свойственный османским городам. Белград постепенно расширялся вдоль главных торговых путей и спустя некоторое время вышел за пределы крепостных укреплений. Значительную часть его населения составляли торговцы из Венеции, Греции, Дубровника, Австрийской империи и ремесленники из числа турок, армян, цыган и сербов. В XVII веке в Белграде проживало до 100 000 человек.

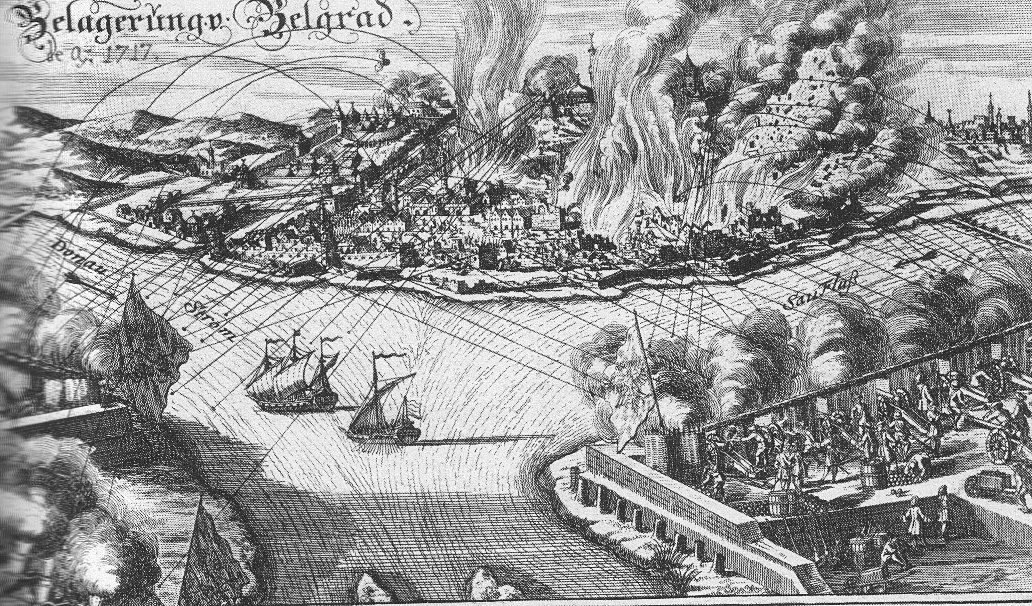
Осада Белграда австрийцами в 1717 году

Во второй половине XVII века Белград постепенно пришёл в упадок. Причиной этого была эпидемия чумы, несколько пожаров и восстания янычар. После поражения под Веной в 1683 году турки стали терять свои европейские владения и в 1688 году город захватили австрийцы. Спустя два года османы отбили его, за помощь австрийцам население города подверглось террору, многие белградцы бежали на контролируемую австрийцами территорию. Несколько лет город был турецкой пограничной крепостью, а в 1717 году им вновь овладели войска Австрийской империи. Крепость была перестроена по современному проекту, кроме того, укрепления опоясали весь город. Под властью Австрии Белград вновь пережил недолгий расцвет. Было построено множество новых зданий, оживилась торговля. Среди его жителей в большом количестве появились венгры, немцы, французы, чехи и др. В результате очередной войны с Турцией Австрия была вынуждена уступить Белград после заключённого в нём в 1739 году мирного договора. Турецкий гарнизон снёс внешние укрепления, казармы и прочие здания, построенные австрийцами. Ряд христианских церквей был превращён в мечети.
В то же время Земун, оказавшийся в составе австрийских владений, начал энергично развиваться. Город получил особый статус в рамках Военной границы, после чего начался приток жителей. Торговля и ремесла были на подъёме, активно строились новые здания. В 1745 году в городе открылась сербская школа.

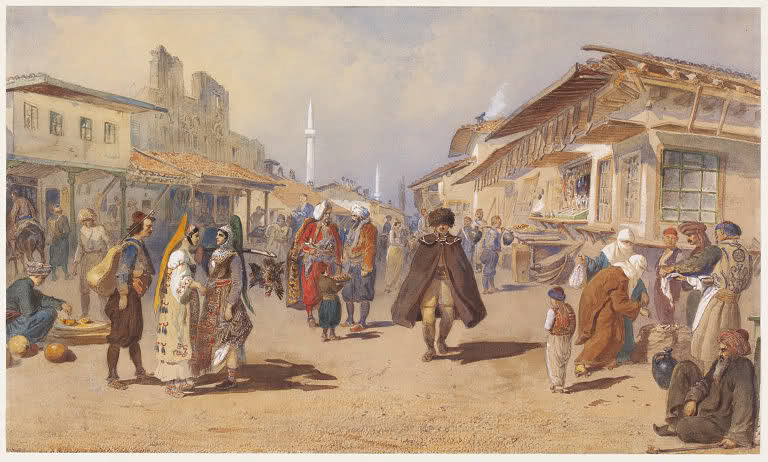
Белград во время османского владычества

Во время очередной войны с Османской империей австрийцы в 1789 году захватили город, но оставили его после подписания Систовского мирного договора. Между тем Белград был закрыт для янычар, им было запрещено посещать его. После гибели Мустафы-паши в 1801 году янычарам удалось захватить власть в городе и окрестностях. Устроенные ими беззаконие и террор привели к Первому сербскому восстанию.
Начавшееся в 1804 году восстание одной из своих целей имело освобождение Белграда. В 1807 году сербскому войску под руководством Карагеоргия удалось выбить османские войска из города, после чего в нём произошло массовое избиение турок. Восставшие нашли его в плохом состоянии, город был в упадке, многие здания были полностью или частично разрушены. Карагеоргий провозгласил Белград столицей страны и приступил к его восстановлению. Из австрийских владений в город начали переселяться видные деятели сербской культуры, среди которых были Сима Милутинович и Доситей Обрадович, в 1808 году основавший Высшую школу. Развитие столицы было прервано разгромом восстания в 1813 году. Занявшему Белград турецкому гарнизону было разрешено на протяжении 12 дней убивать сербов, грабить и обращать их в рабство. Репрессии османских войск в Сербии привели ко Второму сербскому восстанию, начавшемуся в 1815 году. Его лидеру Милошу Обреновичу при поддержке России удалось добиться для Сербии автономии в рамках Османской империи.

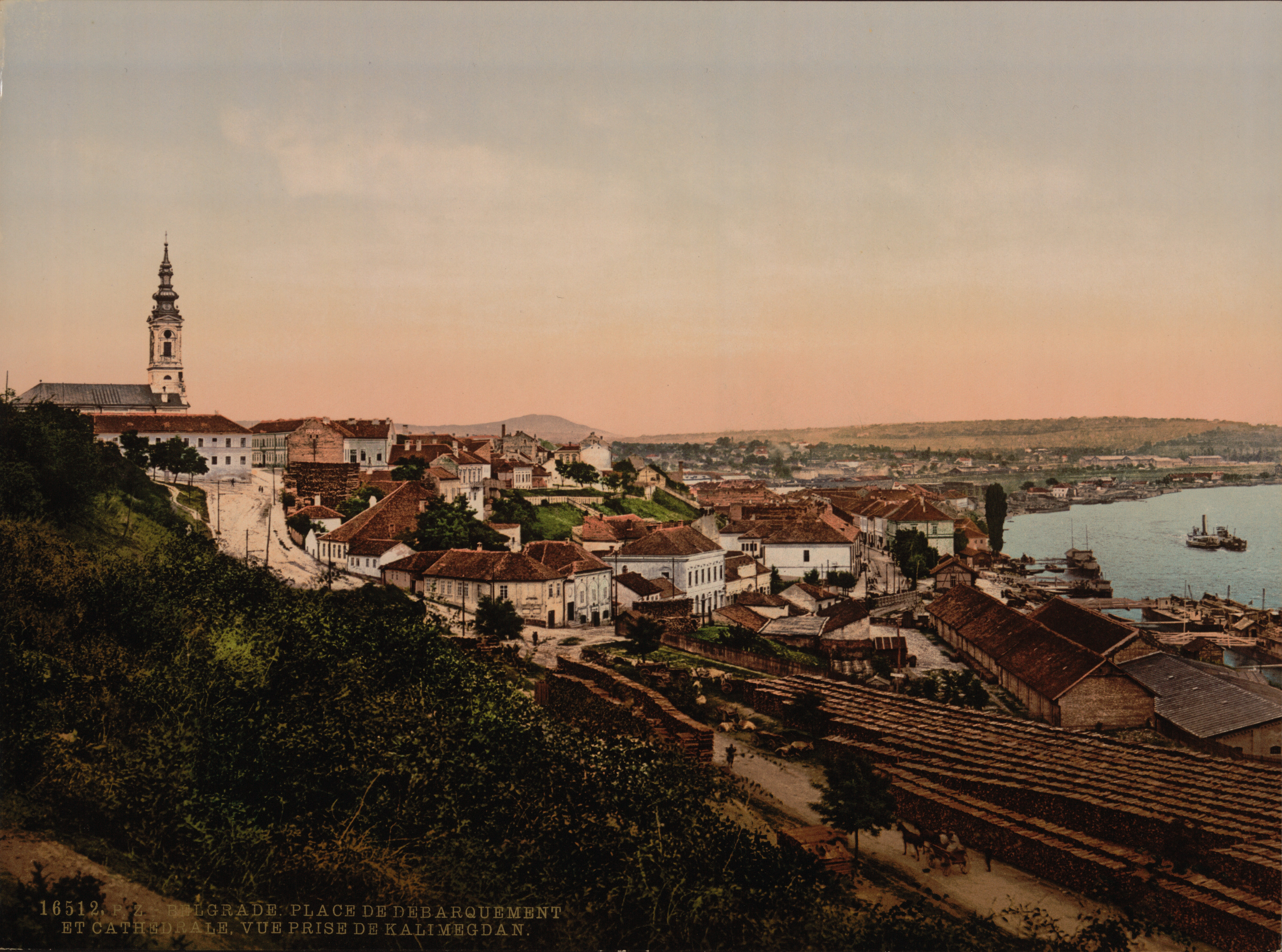
Белград в 1890 году

Столицей страны стал Крагуевац, однако Белград вновь показал бурный рост. Основная часть города была под контролем сербов, турецкий гарнизон размещался только в крепости. Турецкое население постепенно начало покидать город, продавая жильё сербским переселенцам. В этот период были построены Конак княгини Любицы, Соборная церковь, дворцовый комплекс в Топчидере. В 1835 году из Крагуеваца в Белград была перенесена типография и он стал также и центром сербской культуры. Были открыты духовная семинария и первая в городе гимназия. 18 апреля 1867 года, после длительных переговоров, турецкий гарнизон оставил Белград и город вновь стал столицей Сербии. Вскоре он в значительной степени европеизировался — вместо старых ремесленных мастерских открывались фабрики и мануфактуры, появились электричество и трамваи, открылось пароходное общество и т. д.

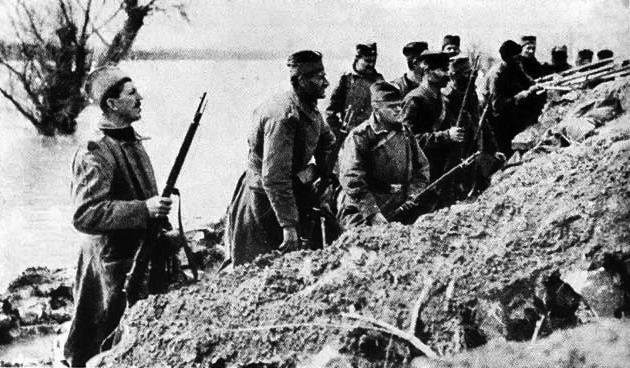
Сербская пехота на позициях близ Белграда

С получением Сербией независимости в 1878 году, город продолжил расширяться и застраиваться. После возведения железнодорожного вокзала и причалов на реке Саве центр города сместился в этой район, а прежний главный район Дорчол, застроенный зданиями в османском стиле, потерял прежнее значение. В 1914 году началась Первая мировая война. Белград находился на границе с Австро-Венгрией и на протяжении почти четырёх месяцев австрийские войска вели его обстрел. 2 декабря 1914 года им удалось захватить город, но уже 15 декабря сербская армия его вернула. Следующая атака началась в ночь с 6 на 7 октября 1915 года и после семи дней боёв немецкие войска под командованием фон Макензена заняли Белград. 1 ноября 1918 года сербская Первая армия под руководством Петара Бойовича освободила столицу.

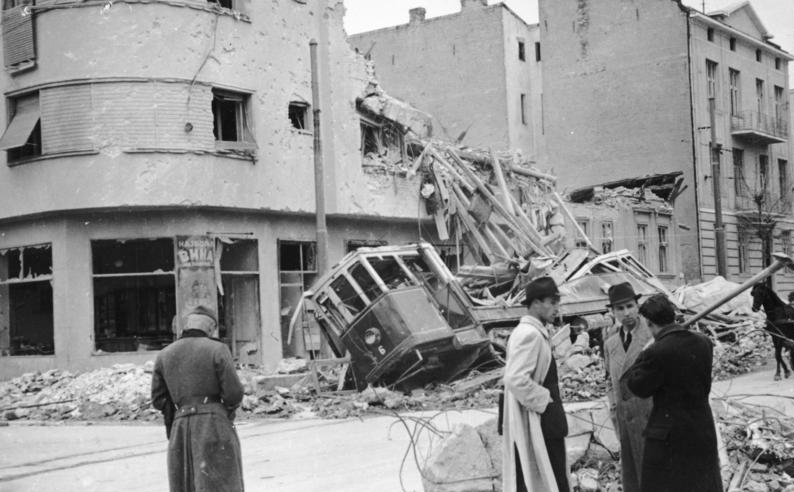
Белград после немецкой бомбардировки, апрель 1941 года

После освобождения от оккупации Белград стал столицей Королевства Сербов, Хорватов и Словенцев, в 1929 году переименованного в Королевство Югославия. К Белграду были присоединены Земун и населённые пункты на левом берегу Дуная. Новая волна расширения и застройки ещё больше европеизировала городской облик. Среди новых районов города выделялись Кошутняк, Чукарица. Также застройка охватила берега Дуная и земли, прилегающие к Авале. Многие здания в межвоенном Белграде были построены русскими эмигрантами первой волны.
6 апреля 1941 года нацистская Германия начал вторжение в Югославию. В этот же день произошли массовые бомбардировки Белграда немецкой авиацией, повторившиеся 7 апреля. От них погибло 2274 человека, ещё несколько тысяч были ранены. Тысячи зданий были разрушены или повреждены, была полностью уничтожена Народная библиотека. 12 апреля югославская столица без боя была сдана солдатам Вермахта и вскоре стала центром немецкой военной администрации в Сербии. Весной и осенью 1944 года Белград неоднократно подвергался налётам авиации союзников, жертвами которых стали 1160 жителей города, а все мосты через Дунай и Саву были уничтожены. 20 октября того же года город был освобождён частями Красной армии и югославских партизан.

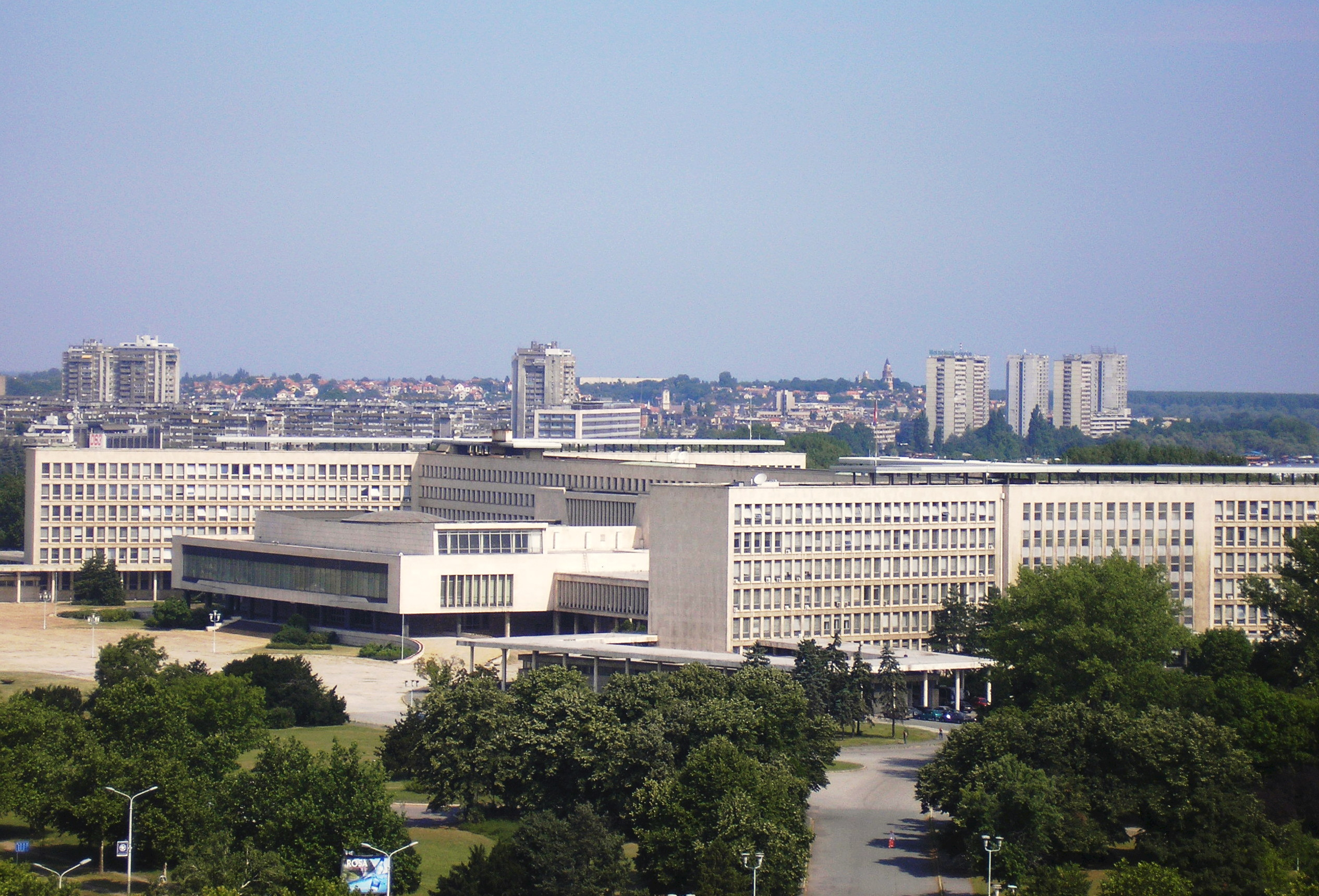
Здание Союзного исполнительного веча в Нови-Београде

После освобождения партизаны провели в городе аресты своих политических противников и тех, кого считали неблагонадёжными. Население подверглось мобилизации для пополнения частей, ведущих бои на Сремском фронте. После провозглашения Федеративной Народной Республики Югославия (позднее Социалистическая Федеративная Республика Югославия) 29 ноября 1945 года, и принятия Конституции 31 января 1946 года, Белград стал столицей новой социалистической республики. Фабрики и заводы, принадлежавшие частным лицам, были национализированы. Параллельно с этим велось строительство новых предприятий, прежде всего металлургические, химические и электротехнической промышленности. Югославия была членом Движения неприсоединения и в Белграде прошла Первая конференция лидеров стран-членов Движения. Кроме того, в нём также проводились Конференция по безопасности и сотрудничеству в Европе, Конференция ЮНЕСКО и др. международные встречи и форумы. В конце 1940-х годов началось возведение кварталов Нови-Београда на левом берегу реки Савы. В 1968 году по Белграду прокатилась волна студенческих митингов. Протестующие, недовольные нарастающим социальным расслоением, экономическими трудностями в стране и сосредоточением власти в руках исключительно Коммунистической партии, требовали реформ, в том числе в сфере образования, и демократизации политической жизни. Спустя несколько дней с заявлением о понимании и поддержки требований студентов выступил Иосип Броз Тито, после чего протесты прекратились.

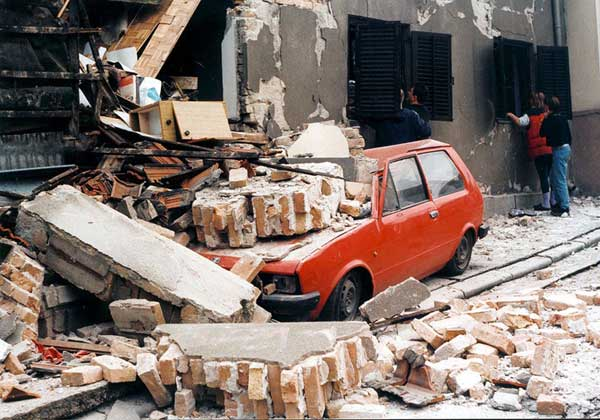
Разрушения в городе после бомбардировок авиацией НАТО

После смерти лидера СФРЮ Йосипа Броз Тито в 1980 году в стране начался рост национализма, ухудшилось экономическое положение. Напряжённые межнациональные отношения и стремление ряда республик к независимости привели к распаду Югославии. 9 марта 1991 года в Белграде прошли массовые акции протеста против Слободана Милошевича, которые возглавил один из видных оппозиционеров Вук Драшкович. Весной 1992 года Сербия и Черногория образовали Союзную Республику Югославию. Она находилась под международными экономическими, культурными и т. д. санкциями, которые серьёзно сказались на уровне жизни. Белград как экономический центр страны также пережил серьёзный финансовый и производственный кризис, отягощённый длительной гиперинфляцией. В 1999 году, во время бомбардировок Югославии авиацией НАТО, городу был нанесён значительный ущерб. Множество зданий было разрушено или повреждено, бомбардировки также сопровождались жертвами среди жителей города. 5 октября 2000 года в Белграде прошли масштабные демонстрации югославской оппозиции, обвинившей Слободана Милошевича в фальсификации результатов президентских выборов. В результате Милошевич оставил пост президента и власть перешла к лидеру оппозиции Воиславу Коштунице.

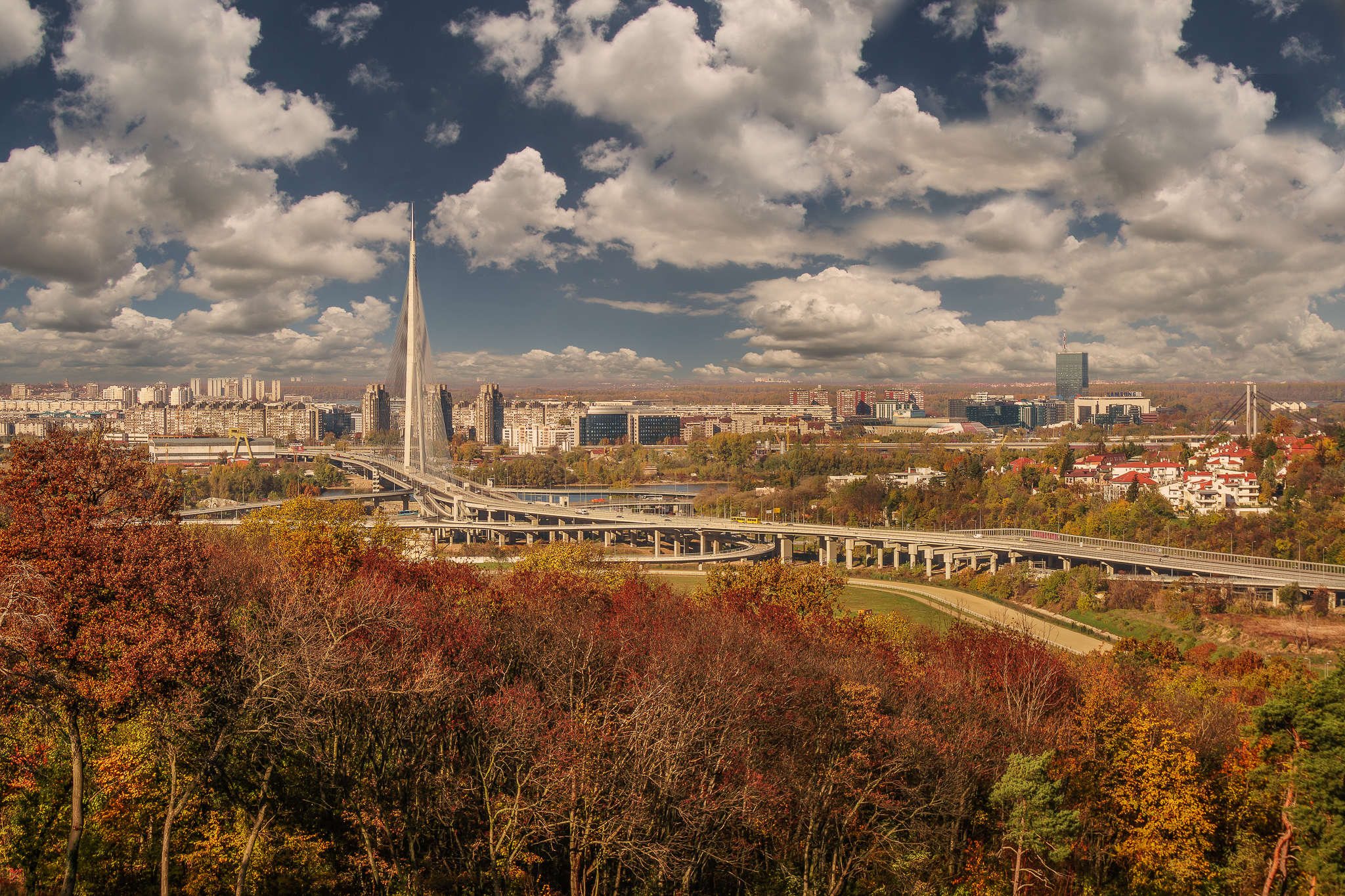
Мост над Адой

В 2003 году Союзная Республика Югославия была преобразована в Государственный союз Сербии и Черногории. В 2006 году, после провозглашения Черногорией независимости Белград вновь стал столицей Сербии. Ныне он является крупнейшим городом страны, её культурным и экономическим центром. С начала 2000-х годов в Белграде реализуется ряд крупных инфраструктурных проектов, наиболее значимым из которых было возведение моста над Адой. Его строительство началось в декабре 2008 года, а открыт он был в ночь на 1 января 2012 года. В 2014 году началась реализация проекта «Белград на воде» — масштабной реконструкции и застройки набережной Савы в историческом центре города. Он предусматривает строительство нескольких десятков зданий, в том числе нескольких небоскрёбов, на месте современных железнодорожного и автобусного вокзалов, которые будут перенесены в другие районы. Финансируют строительство Правительство Сербии и частные инвесторы из Объединённых Арабских Эмиратов. Проект получил массу негативных отзывов в сербском обществе, ряд архитекторов указывал, что существующая в этой части города инфраструктура не рассчитана на такую плотную застройку, а сам проект кардинально изменит облик исторического центра Белграда. Тем не менее в сентябре 2015 года началось возведение первых зданий в рамках проекта. Первое здание комплекса было построено 14 июля 2018 года.

## Администрация и административно-территориальное деление

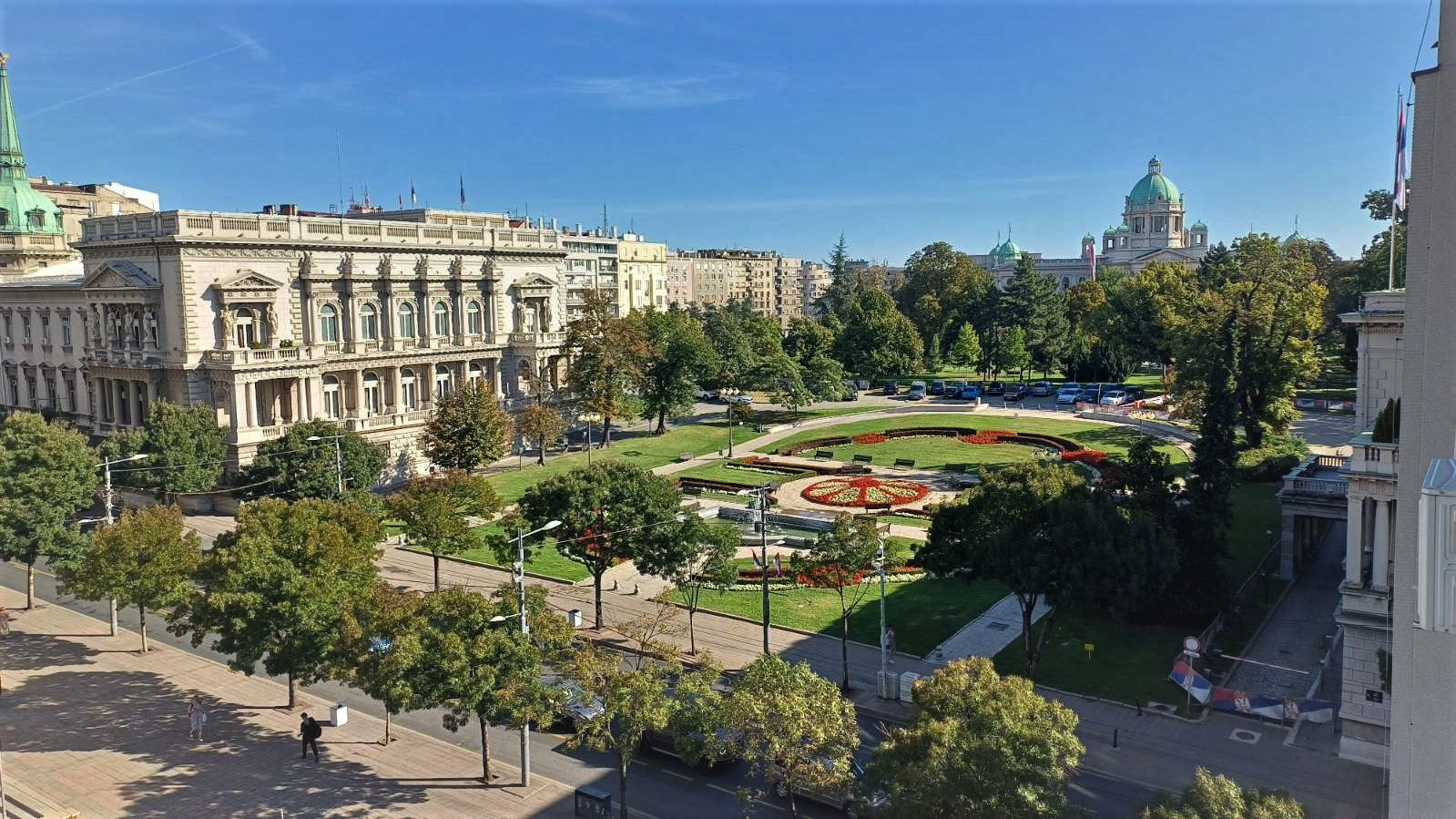
«Стари двор» — здание Скупщины Белграда

Городом управляет администрация, разделённая на 14 секретариатов. Она также включает в себя несколько специальных служб и институтов. Администрацию возглавляет градоначальник, избираемый на четыре года. На такой же срок избираются депутаты городской Скупщины (парламента), насчитывающей 110 депутатов. Заседания Скупщины проходят по мере необходимости, но не реже одного раза в три месяца. В осуществлении своих функций градоначальнику помогает Городское вече. Оно состоит из самого градоначальника, его заместителя и ещё девяти человек. Они выбираются Скупщиной на четыре года по предложению градоначальника. Городское вече также осуществляет контроль над деятельностью аппарата администрации Белграда.
С 2022 года градоначальником Белграда является Александр Шапич.
На выборах в городскую Скупщину в 2014 году победила Сербская прогрессивная партия, которая сформировала правящую коалицию с Социалистической партией Сербии. Эти выборы положили конец многолетнему правлению Демократической партии, которая находилась у власти в 2004—2013 гг. На локальных выборах, состоявшихся в 2018 году, Сербская прогрессивная партия вновь набрала наибольшее число голосов.

### Административно-территориальное деление
Белград обладает статусом отдельной территориальной единицы в Сербии. Территория округа Белграда поделена на 17 городских общин. Округ обладает площадью в 3,227 км² и занимает 3,6 % территории Сербии.
В каждой из семнадцати городских общин Белграда есть органы местного самоуправления: глава городской общины, управа, скупщина городской общины, вече городской общины. В скупщине может быть от 19 до 75 депутатов. Они, в свою очередь, выбирают членов вече городской общины. Скупщина городской общины, согласно закону, распоряжается местным бюджетом, может организовывать локальные сообщества, высказывает мнение о планах развития городской общины и города, распоряжается выделенной под строительство землёй, обеспечивает юридическую защиту жителей и т. д.
Список городских общин:

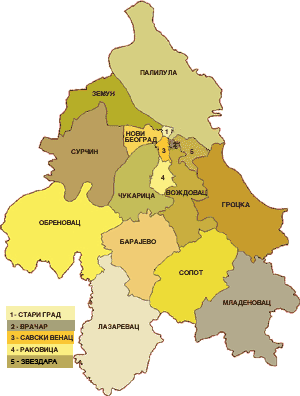
Общины Белграда

- Бараево. Её площадь — 213 км²[60], население — 27 110[61]
- Вождовац. Её площадь — 148 км²[62], население — 158 213[61]
- Врачар. Её площадь — 3 км²[63], население — 56 333[61]
- Гроцка. Её площадь — 289 км²[64], население — 83 907[61]
- Звездара. Её площадь — 32 км²[65], население — 151 808[61]
- Земун. Её площадь — 150 км²[66], население — 168 170[61]
- Лазаревац. Её площадь — 384 км²[67], население — 58 622[61]
- Младеновац. Её площадь — 338 км²[68], население — 53 906[61]
- Нови-Београд. Её площадь — 41 км²[69], население — 214 506[61]
- Обреновац. Её площадь — 409,96 км²[70], население — 72 524[61]
- Палилула. Её площадь — 451 км²[71], население — 173 521[61]
- Раковица. Её площадь — 31 км²[72], население — 108 641[61]
- Савски-Венац. Её площадь — 15,8 км²[73], население — 39 122[61]
- Сопот. Её площадь — 271 км²[74], население — 20 367[61]
- Стари-Град. Её площадь — 5 км²[75], население — 48 450[61]
- Сурчин. Её площадь — 288 км²[76], население — 43 819[61]
- Чукарица. Её площадь — 156 км²[77], население — 181 231[61]

## Герб

Герб Белграда

В 1931 году председатель городской Скупщины Милан Нешич выдвинул инициативу об утверждении герба города. Был сформирован комитет, в который вошли деятели искусства и науки, политики и военные. После ряда заседаний 19 мая 1931 года комитет согласовал требования к облику городского герба. Он должен был представлять собой щит, элементы которого окрашены в цвета национального флага. Река — символ исконной силы Белграда, римская трирема — символ старины, белые стены с башней и открытыми воротами — символ самого города, а открытые ворота символизируют свободу движения. Земля между рекой и стенами окрашена в красный как напоминание о пролитой крови и страданиях города. Река, согласно геральдическим законам, окрашена в белый цвет. Стены и башня белого цвета, символизируют «белый город». Небо окрашено в синий цвет в знак надежды в лучшее будущее. Эти требования к внешнему виду герба были озвучены в специальном конкурсе, на котором в 1931 году победил проект Джордже Андреевич-Куна.

## Население

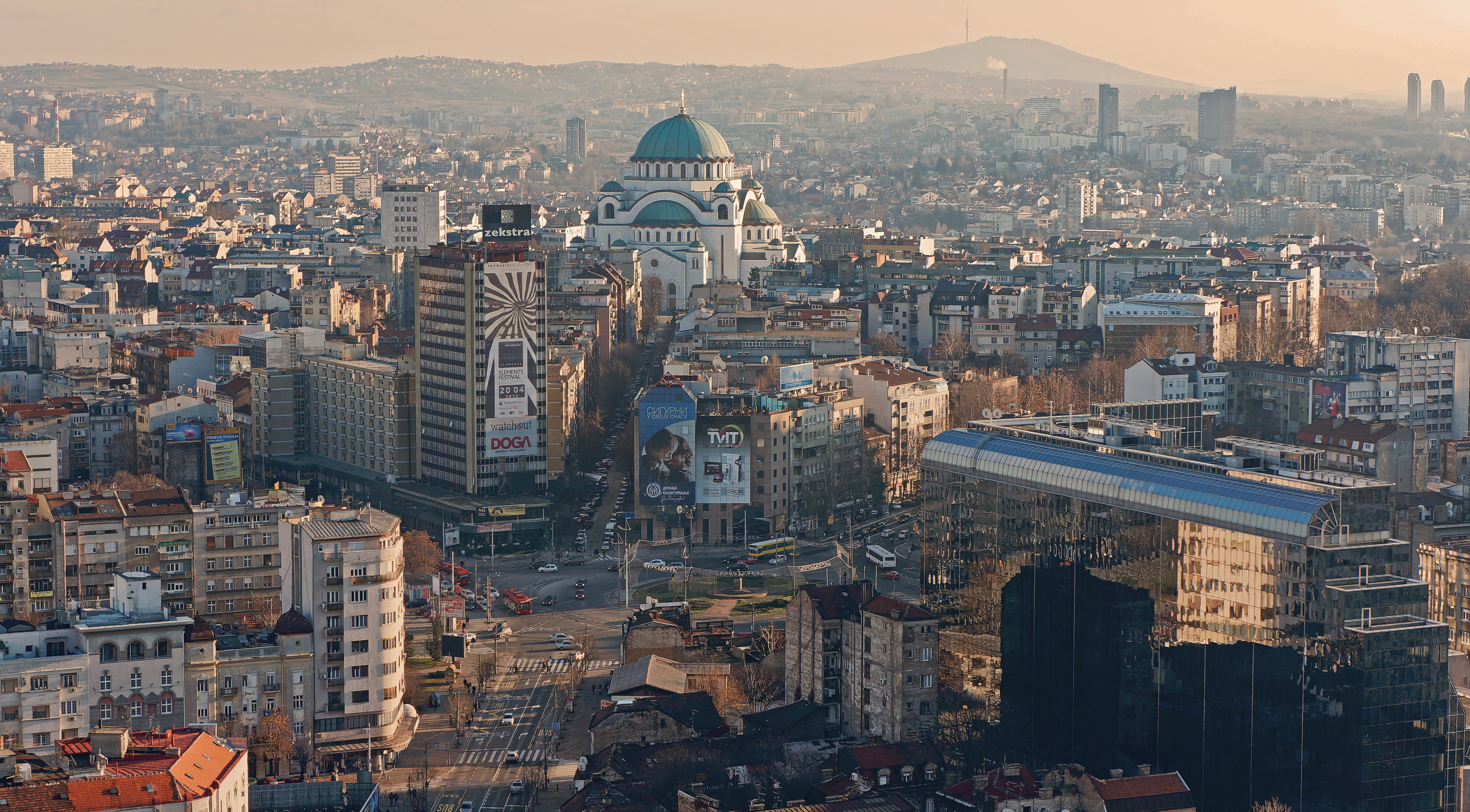
Панорама Белграда

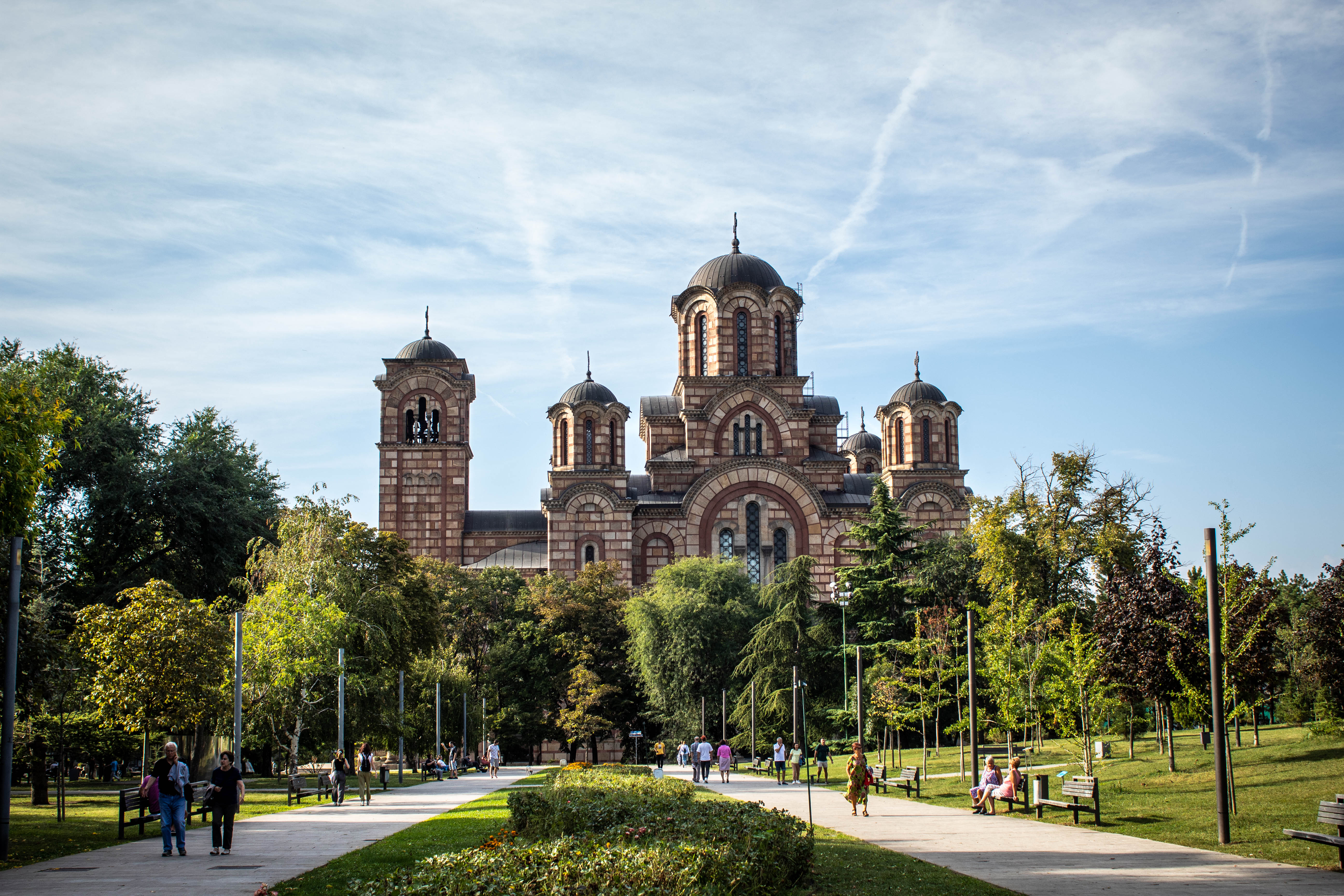
Храм Святого Марка

Согласно переписи, проведённой в 2011 году, население городской агломерации вместе с пригородами Борча, Овча и Сурчин насчитывает 1 233 796 человек. Население административного округа Белград составляет 1 659 440 человек. Подавляющее большинство составляют сербы. Также в городе проживают черногорцы, хорваты, македонцы, цыгане, бошняки и др.
Белград стал домом для людей различных национальностей из бывшей Югославии. Во время индустриализации Югославии, начавшейся после Второй мировой войны, город испытал наплыв переселенцев из сельской местности и небольших городов. В 1990-х годах, во время распада СФРЮ, Белград принял огромное количество беженцев и переселённых лиц, в основном сербов, из Хорватии, Боснии и Герцеговины, Косова и Метохии. В сербской столице проживает и крупная китайская диаспора. По разным данным, её численность составляет от 10 до 20 тысяч человек. Массовая иммиграция китайцев в Белград началась в середине 1990-х годов. В настоящее время они компактно проживают в Нови-Београде в блоке 70. В городе также проживает некоторое количество выходцев из стран Ближнего Востока. В основном это студенты из Ирака, Ирана, Сирии и Иордании, прибывшие в Югославию в 1970-е и 1980-е годы и оставшиеся в стране.
| 1948    | 1953    | 1961    | 1971      | 1981      | 1991      | 2002      | 2011      | 2015      | 2019      | 2021      | 2022      | 2023      |
| ------- | ------- | ------- | --------- | --------- | --------- | --------- | --------- | --------- | --------- | --------- | --------- | --------- |
| 634 003 | 731 837 | 942 190 | 1 209 360 | 1 470 073 | 1 602 226 | 1 576 124 | 1 782 467 | 1 888 826 | 2 042 861 | 2 094 497 | 2 126 703 | 2 156 050 |

Согласно проведённой в 2011 году переписи населения, 799 649 жителей Белградского округа проживает в своём населённом пункте с рождения. 859 791 житель является мигрантом. 40 071 человек приехал из другого населённого пункта той же общины, 105 385 — из другой общины региона, 440 035 из другого региона страны. 248 262 человека переселились в Белградский регион из других стран, образовавшихся на месте СФРЮ, а 25 506 человек — из других иностранных государств.
В Белграде имеется несколько религиозных общин. По данным переписи населения 2011 года, подавляющее большинство жителей сербской столицы являются прихожанами Сербской православной церкви — 1 475 168 человек. Второй по численности религиозной группой являются мусульмане — 31 914 человек. В городе функционирует одна мечеть Байракли 1575 года постройки. Численность католиков — 13 720 человек. В городе также проживают протестанты, иудеи, последователи других религий. К атеистам себя причислили 40 657 человек.

## Экономика

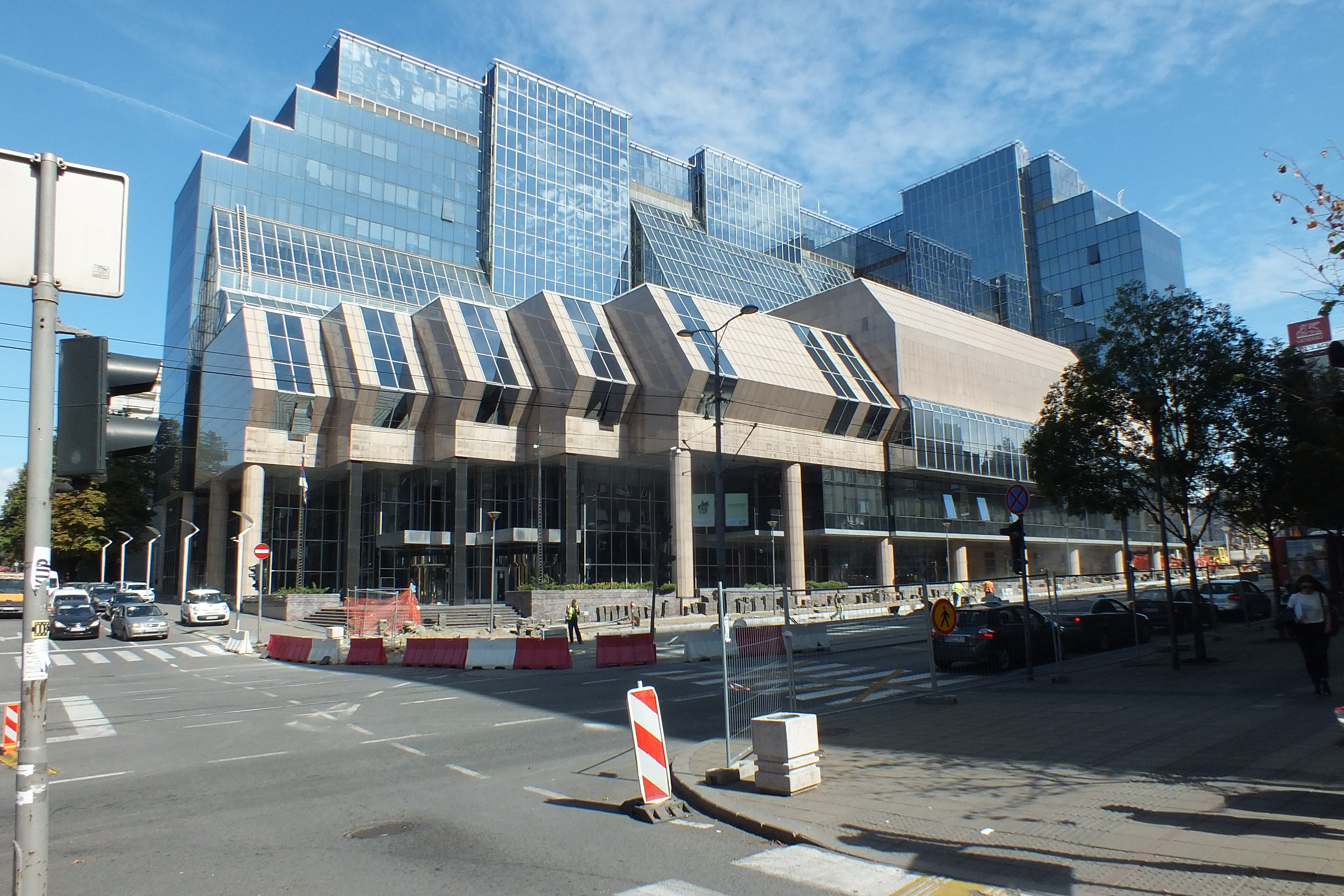
Здание Национального банка Сербии

Белград — экономический центр страны, он является наиболее развитой частью Сербии. Доля ВВП Белградского округа составляет 40 % от общего ВВП страны. В 1990-х годах Белград серьёзно пострадал от международных санкций против Югославии и вызванной ими гиперинфляции югославского динара. Огромный ущерб экономике города также нанесли бомбардировки страны авиацией НАТО. После окончания боевых действий экономика Белграда постепенно оправилась и в настоящее время демонстрирует рост.

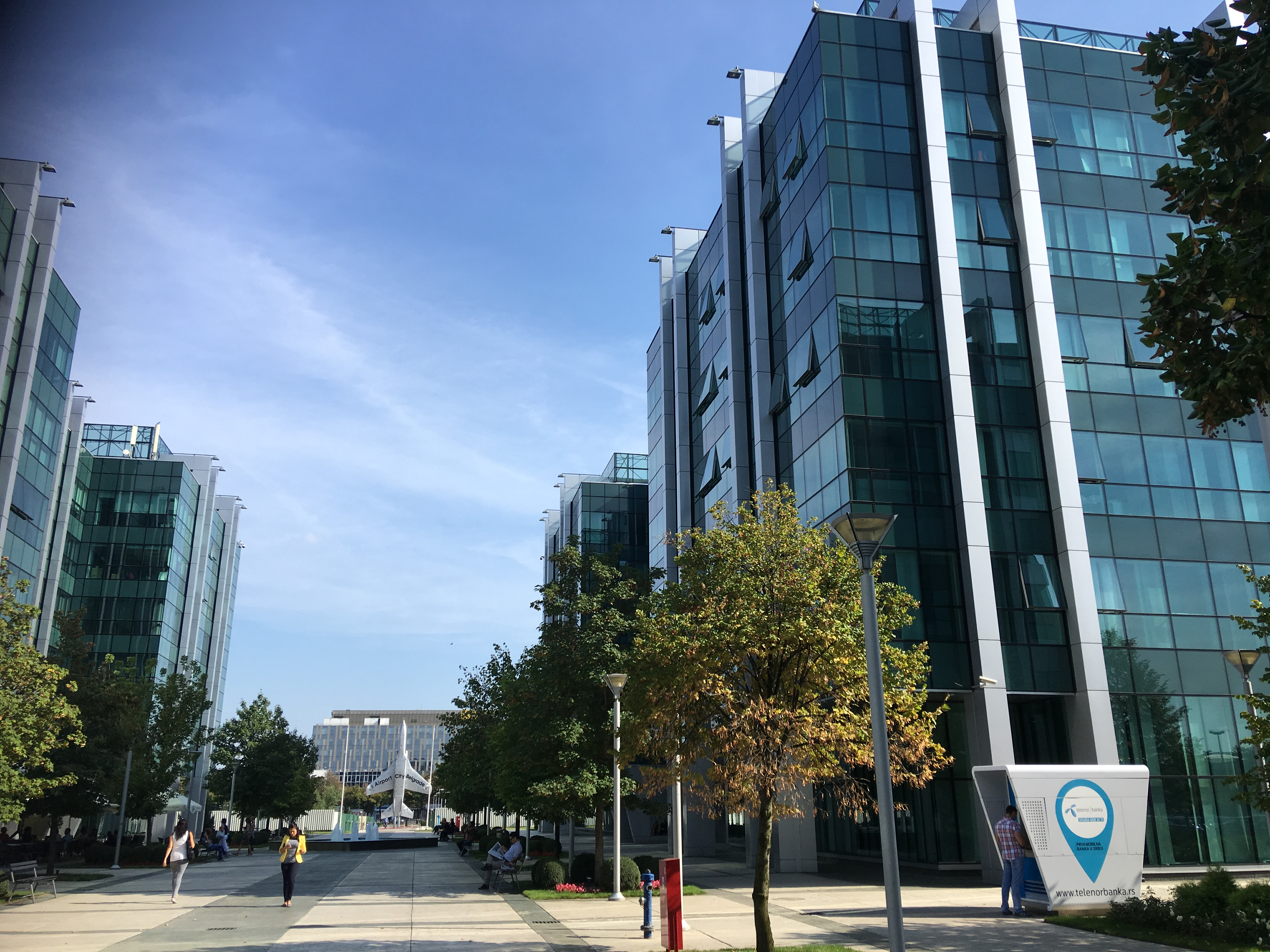
Офисный квартал в Нови-Белграде

В городе расположены штаб-квартиры ряда крупных компаний, среди которых «Air Serbia», «Телеком Србија», «Теленор Србија», «Делта Холдинг», «Japan Tobacco» и т. д. В Белграде размещены фондовая биржа и Национальный банк Сербии. Частные банки в Белграде представлены такими как «Комерцијална банка», «Војвођанска банка» и т. д.
В 2013 году в Белграде насчитывалось 6924 компании, работавших в сфере информационных технологий. Таким образом, город является одним из лидеров ИТ-сектора в Восточной Европе. Центр разработки «Microsoft», открытый в Белграде, был пятым по счёту центром данной компании. Кроме того, некоторые другие транснациональные компании, занятых в сфере ИТ, выбрали столицу Сербии для своей региональной или европейской штаб-квартиры. Среди них «Asus», «Intel», «Dell», «Huawei», «NCR» и т. д.
По данным на октябрь 2016 года средняя зарплата в Белграде составила 56 530 сербских динаров. При этом, в марте того же года в белградской общине Сурчин была наибольшая средняя зарплата в стране — 73 689 сербских динар. Согласно опросу, проведённому в 2015 году, 73 % домашних хозяйств города имели компьютер, 65,8 % имели широкополосное подключение к Интернету и 73,9 % — кабельное телевидение.

### Промышленность
Первым промышленным предприятием Белграда стали артиллерийские мастерские, организованные во время Первого сербского восстания в начале XIX века. В 1831 году в городе была открыта первая типография, в 1838 году — кожевенное производство, в 1839 году — пивной завод, в 1842 году — первое металлообрабатывающее предприятие. К 1913 году в Белграде и принадлежащем тогда Австро-Венгрии Земуне насчитывалось уже 55 заводов и фабрик. Первая и Вторая мировые войны нанесли серьёзный ущерб городской промышленности, в 1941—1945 годах в Белграде было разрушено до половины предприятий. В рамках Социалистической Федеративной Республики Югославии началось воссоздание белградской промышленности, после 1960 года велось интенсивное строительство новых заводов. После распада Югославии объёмы промышленного производства снизились, ряд предприятий был приватизирован.
В настоящее время Белград является главным промышленным центром Сербии. В городе расположены производства станков и промышленного оборудования, зерноуборочных комбайнов, тракторов и другой сельскохозяйственной техники, автобусов, телекоммуникационного оборудования, электроники, бытовой техники. Работает ряд предприятий химической промышленности, которые занимаются выпуском пластмасс, каучука, лаков, красок, полимерных покрытий, бытовой химии и т. д. Также в Белграде развиты лёгкая и деревообрабатывающая промышленности. Пищевая промышленность представлена переработкой сельскохозяйственного сырья и производством продуктов питания и напитков.
| Наименование                                           | Доля в % |
| ------------------------------------------------------ | -------- |
| Перерабатывающая промышленность                        | 55,3     |
| Снабжение электроэнергией, газом, паром и климатизация | 37,8     |
| Добыча полезных ископаемых                             | 6,9      |

### Сельское хозяйство
В Белградском округе расположены более 260 000 га сельскохозяйственных земель, из которых обрабатываются 150 000 га. В этой сфере зарегистрированы 34 000 фермерств. По данным 2018 года, наибольшие площади сельскохозяйственных угодий занимают посадки кукурузы и пшеницы — 32 769 га и 31 063 га соответственно. Произведённая в Белградском округе сельскохозяйственная продукция почти полностью удовлетворяет потребности сербской столицы в продуктах питания.
|                            | 2015—2018 (среднее за год) |
| -------------------------- | -------------------------- |
| Пшеница (тонн)             | 112 290,5                  |
| Кукуруза (тонн)            | 208 280,25                 |
| Подсолнечник (тонн)        | 5050,25                    |
| Сахарная репа (тонн)       | 74 333,5                   |
| Соя (тонн)                 | 54 002                     |
| Овощи (тонн)               | 91 090,75                  |
| Фрукты (тонн)              | 106 934,75                 |
| Коровье молоко (тыс. тонн) | 107 750                    |
| Яйца (тыс. штук)           | 84 092,5                   |

## Транспорт

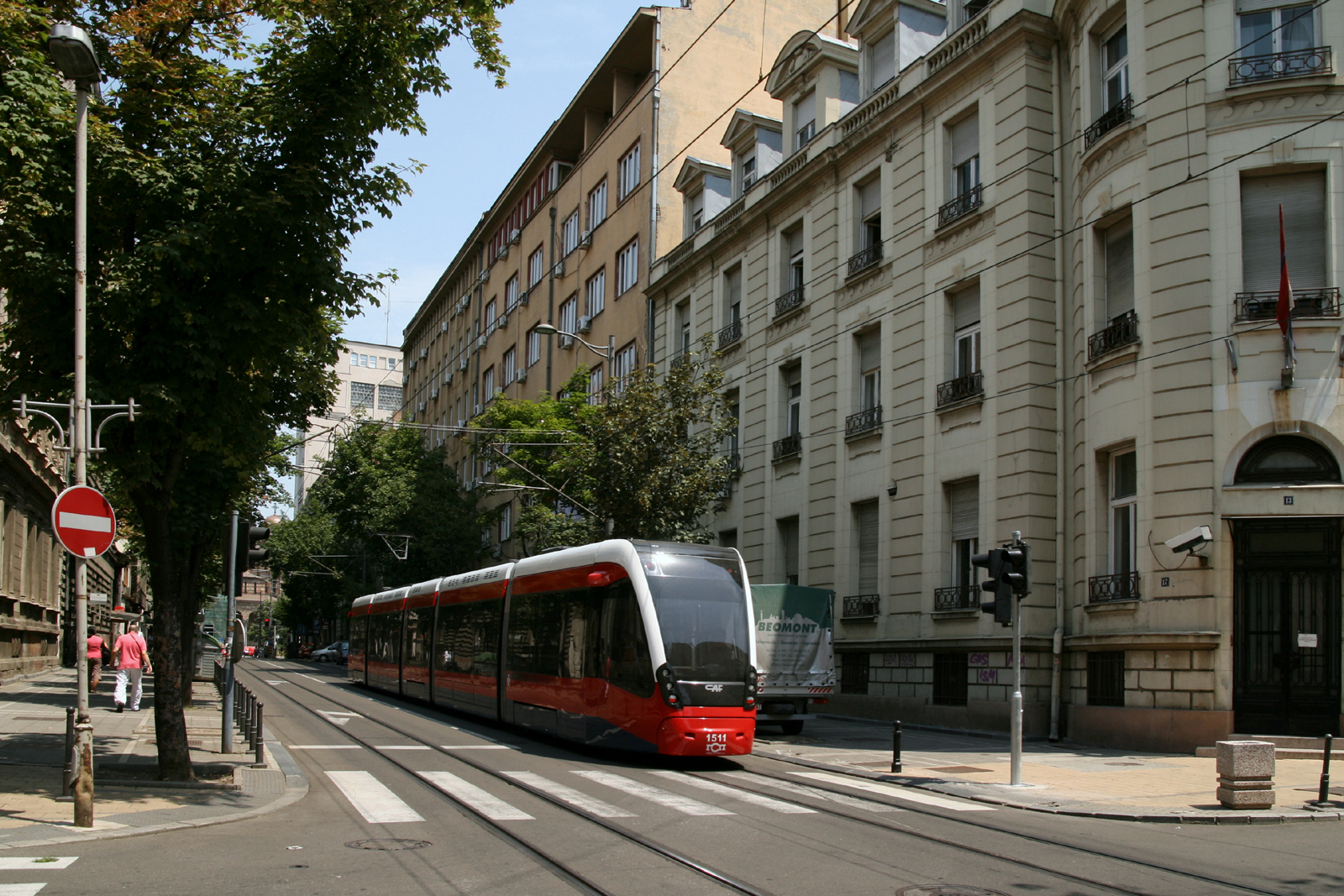
Белградский трамвай

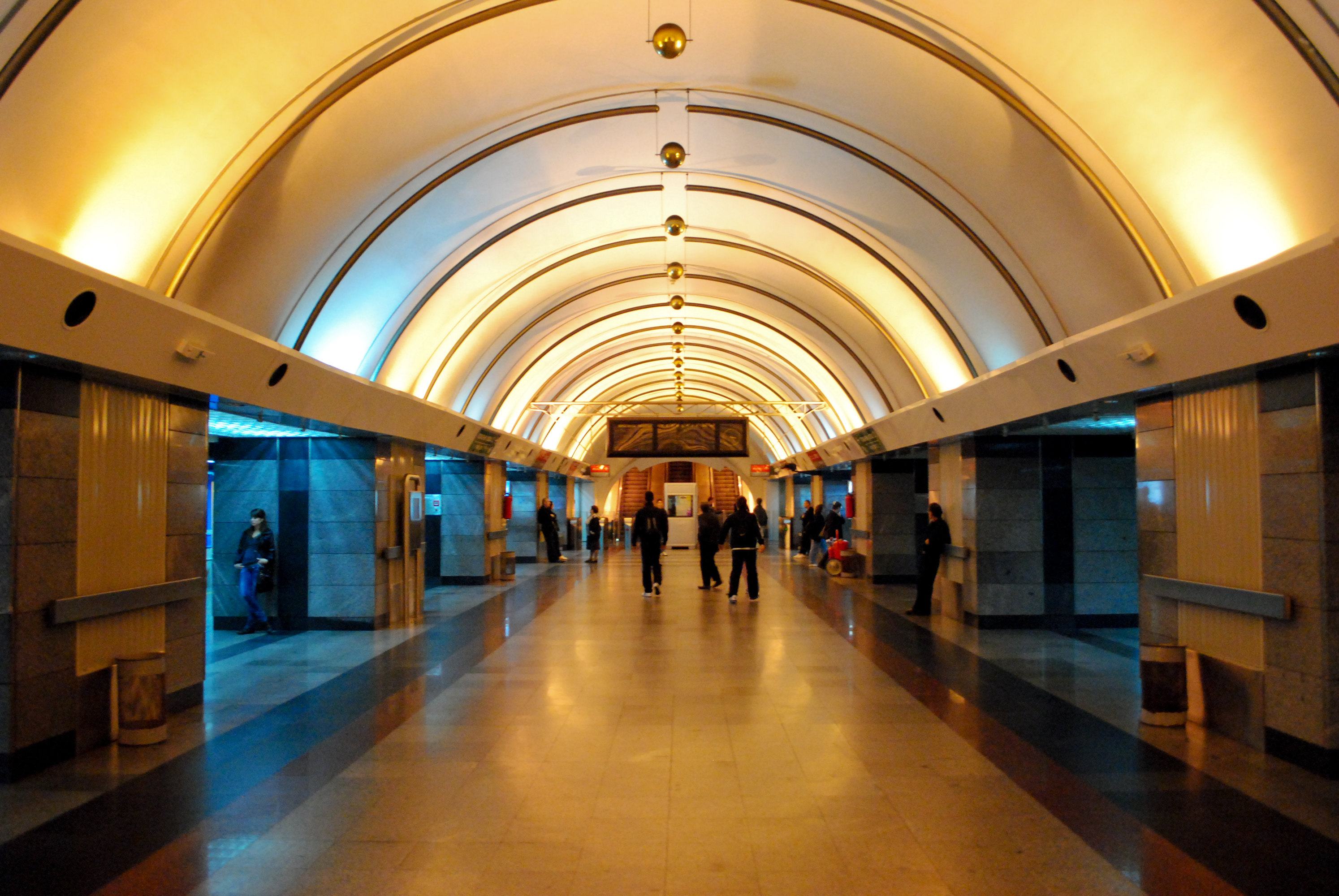
Станция «Вуков споменик»

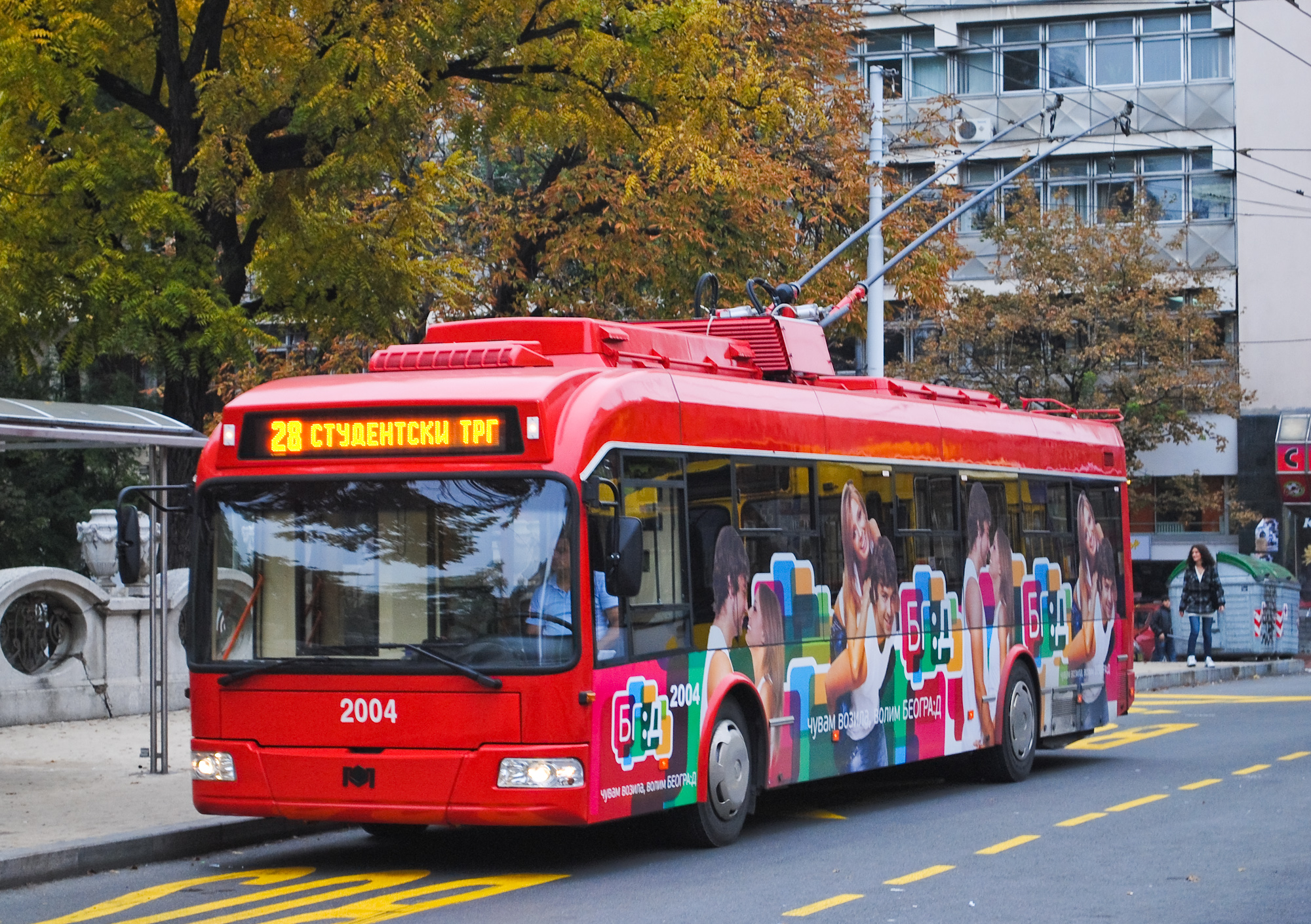
Белградский троллейбус на Студенческой площади Белграда

Общественный городской транспорт Белграда состоит из автобусных, трамвайных и троллейбусных маршрутов. С 1 января 2025 года проезд является бесплатным: таким образом городские власти планируют бороться с автомобильными пробками и загрязнением воздуха.
Согласно городскому Сектору статистики, в 2018 году в Белграде было:
- 495 автобусных маршрутов общей протяжённостью 10 590 км и 1642 автобуса
- 12 трамвайных маршрутов общей протяжённостью 132 км и 245 трамваев
- 8 троллейбусных маршрутов общей протяжённостью 64 км и 123 троллейбуса

Почти весь общественный городской транспорт принадлежит Городской транспортной компании «Белград». На единичных линиях имеются частные перевозчики. Связь с пригородными населёнными пунктами, а также частично междугородние перевозки осуществляет компания «Ласта».
Пригородные железнодорожные перевозки (Беовоз) осуществляет железнодорожная компания Железнице Србије. Беовоз начала работать в 1992 году и в настоящее время насчитывает четыре линии, которые соединяют пригороды на западе, севере и юге города с его центром. Белград был одним из последних крупных столичных европейских городов, который не имел метрополитена или другого скоростного внеуличного городского транспорта. Строительство Белградского метрополитена было начато, но не завершено, а сооружённые для него две подземные станции в центре города («Караджорджев парк» и «Вуков споменик») поначалу были включены в сеть пригородных электричек Беовоза. На базе этих станций и тоннелей к ним к 1 сентября 2010 года была создана отдельная от Беовоза система городского поезда БГ ВОЗ.

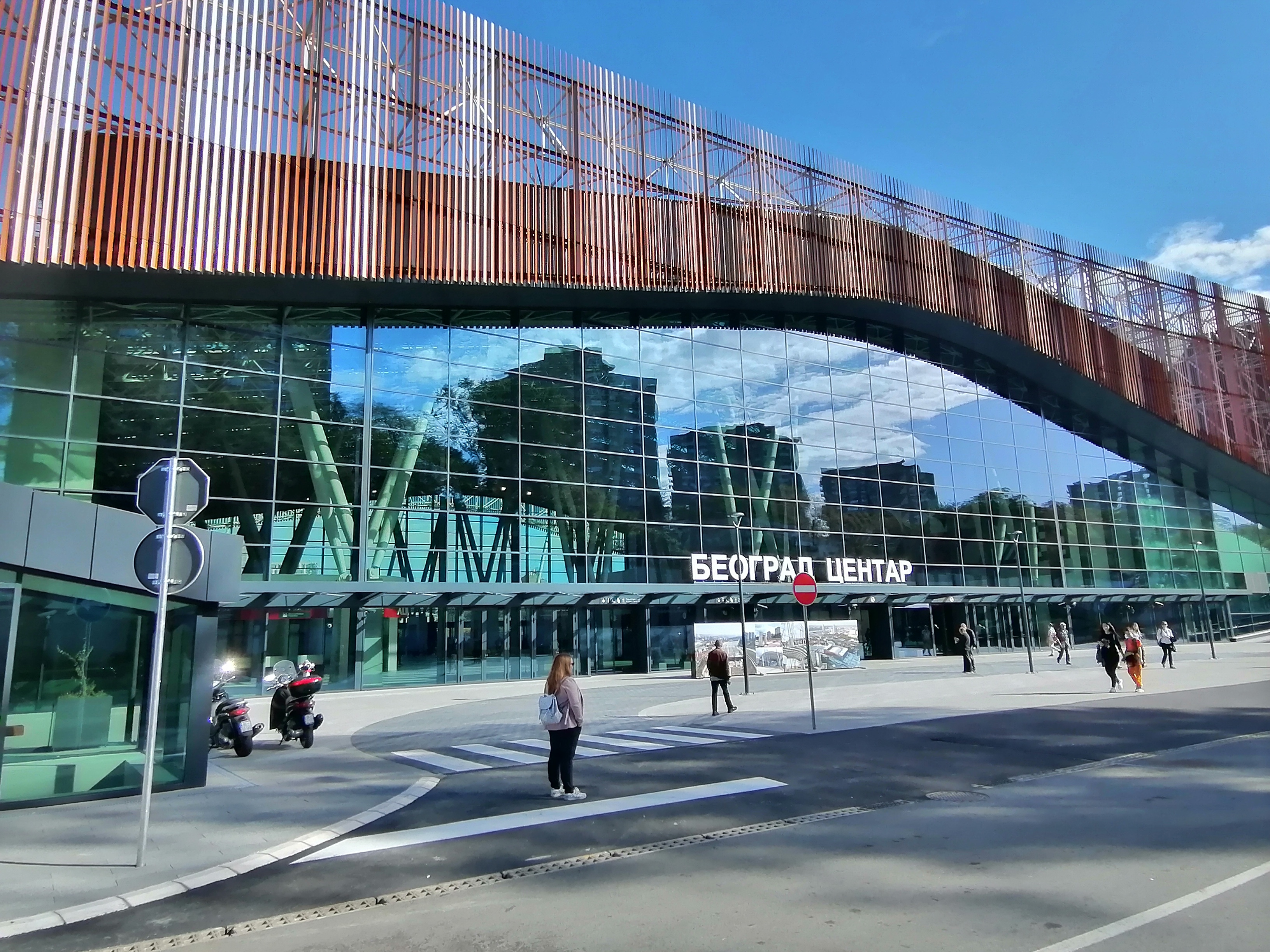
Железнодорожный вокзал Белград-Центр

С 1 сентября 1884 года по 1 июля 2018 года главным железнодорожным вокзалом был Белград-Главный. Из-за плана реконструкции и застройки городского центра в рамках проекта «Белград на воде» городские власти постановили перенести его функции на станцию Белград-Центр (также известную как Прокоп). Перенос маршрутов был осуществлён к 1 июля 2018 года, а здание вокзала Белград-Главный должно превратиться в музей.

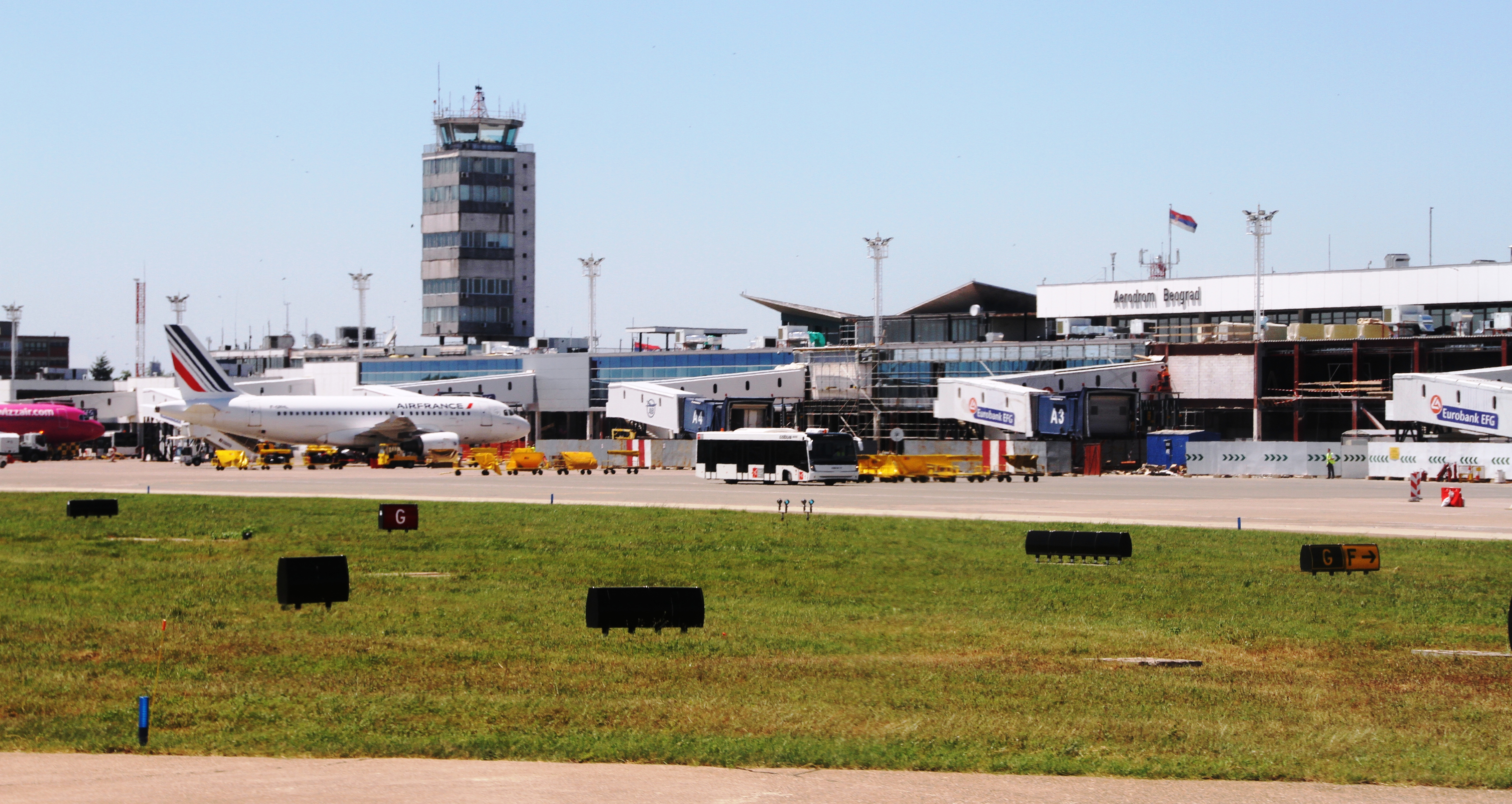
Белградский аэропорт «Никола Тесла»

От Белградской автобусной станции и железнодорожного вокзала Белграда отходят международные маршруты автобусов и поездов, которые связывают город со многими государствами Центральной и Восточной Европы.
В 18 км западнее Белграда, в Сурчине, расположен международный аэропорт Никола Тесла. В 1986 году пассажиропоток составил более трёх миллионов, однако из-за начавшегося спустя несколько лет распада Югославии и последовавших за ним международных санкций сильно упал. В 2000 году он начал расти и в 2011 году снова составил более трёх миллионов пассажиров, а в 2017 году — более пяти миллионов пассажиров. В аэропорту находятся представительства 18 иностранных авиакомпаний и нескольких компаний по прокату автомобилей. С центром города аэропорт связан городским автобусом (маршрут № 72 до станции «Зелени Венац») и регулярным автобусом А1 авиакомпании Air Serbia (до площади Славия), которые отходят от аэропорта каждые 30—40 минут.

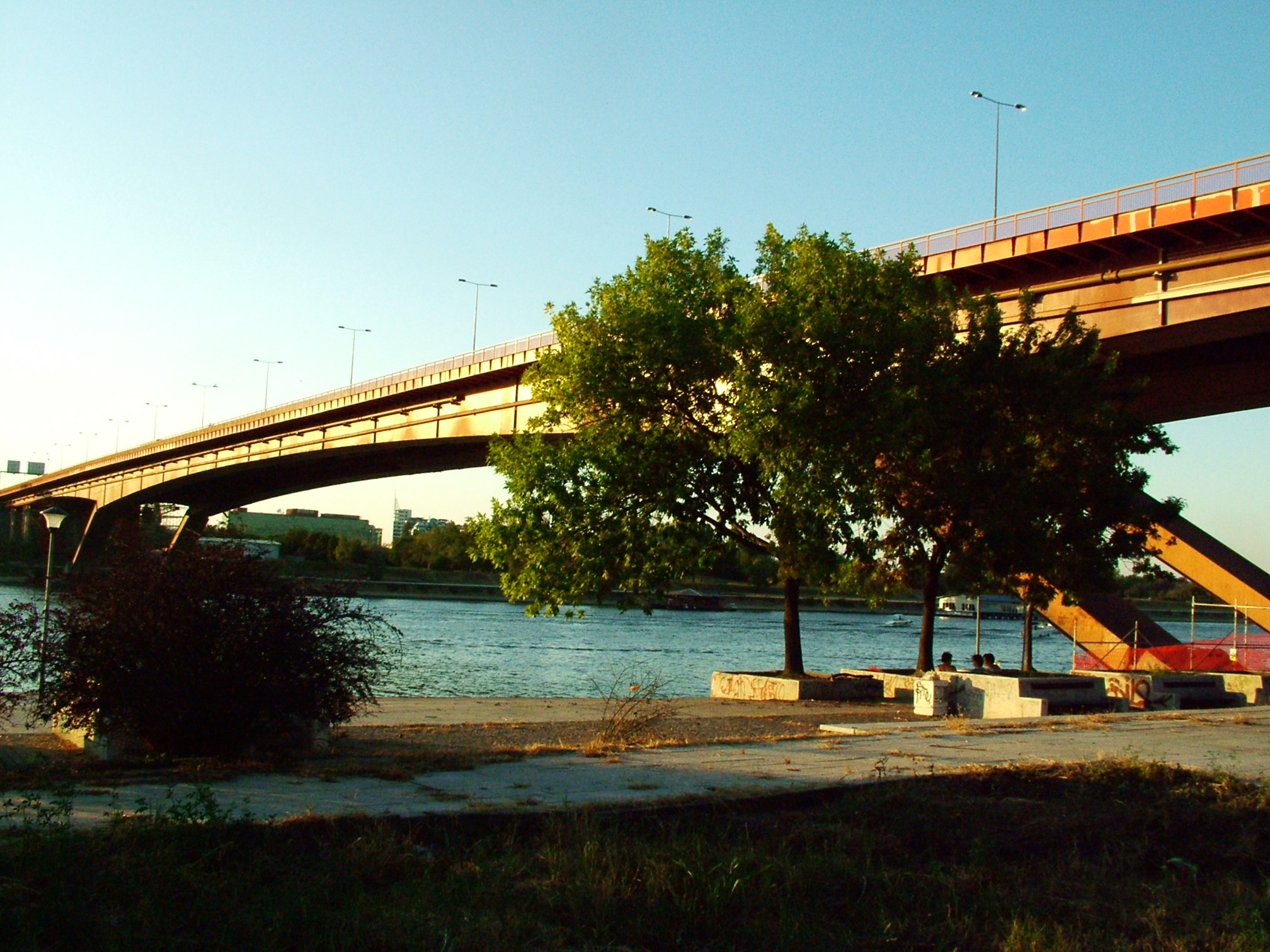
Мост Газела

Белградский порт расположен на реках Дунай и Сава. Часть порта, расположенная на Дунае, предназначена для перевозки грузов, а порт на реке Сава принимает пассажирские и туристические суда.
В городе находится 11 мостов. Из них девять (мост над Адой, Бранков мост, мост Газела, Новый железнодорожный мост, мост Обреновац — Сурчин, Старый железнодорожный мост, Старый Савский мост, Остружницкий мост и Остружницкий железнодорожный мост) пересекают Саву, а два (Панчевский мост и Пупинов мост) пересекают Дунай. Возведение моста над Адой, которое началось в декабре 2008 года, было одним из наиболее крупных инфраструктурных проектов в городе с начала 2000-х годов. Мост был открыт в ночь на 1 января 2012 года.
Через город проходят два панъевропейских транспортных коридора — VII и X.
В 2021 году начали строительные работы метро, завершение которого планируется в 2030 году. Строительство началось в районе Макишко-Поле на западной окраине города.

### Туризм

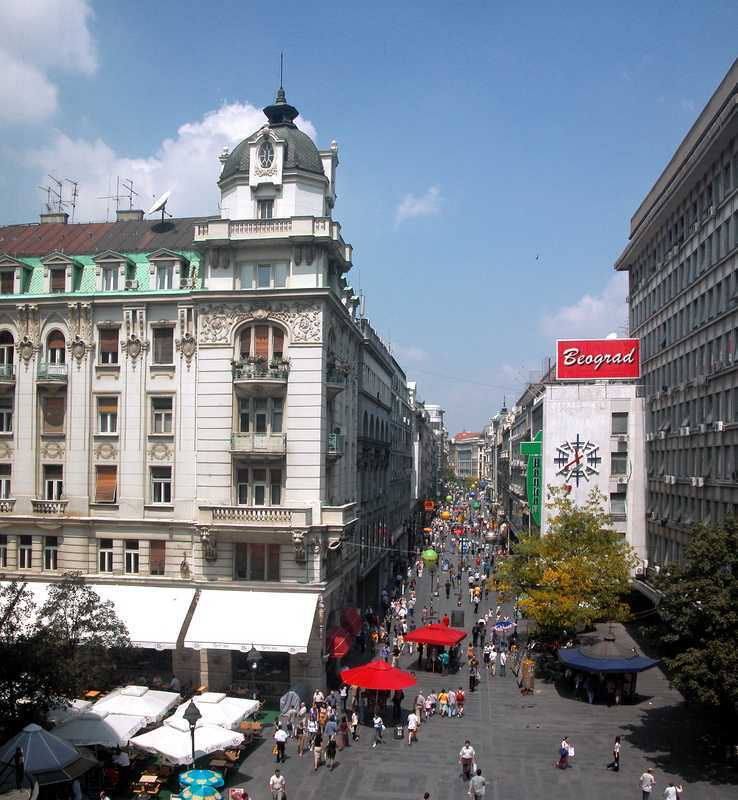
Улица Князя Михаила

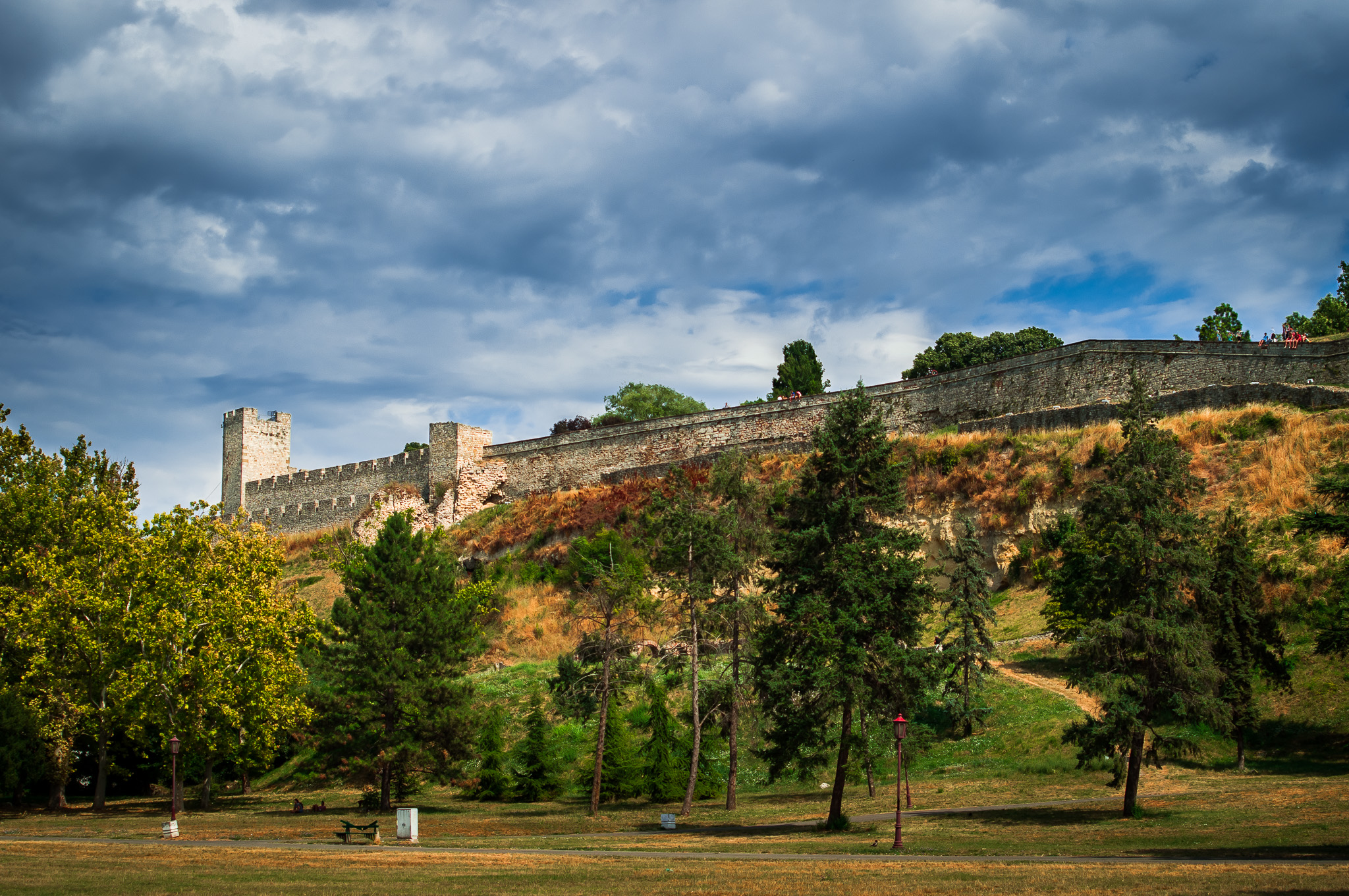
Белградская крепость

Распад Югославии, международные санкции, политическая и экономическая нестабильность отрицательно сказались на развитии туризма в сербской столице. После 2000 года начался постепенный рост числа туристов, посещающих Белград. По своему количеству выделяются туристы из Словении, Хорватии, Боснии и Герцеговины, Италии и Германии.
Исследования Туристической организации Белграда показывают, что среднестатистический турист в Белграде — это мужчина моложе 35 лет. Он посещает город на три дня и оставляет 612 евро. 22 % туристов проводят в сербской столице три дня. 19 % остаются в Белграде на два дня. В 2013 году Белград посетило 640 тысяч туристов, что на 13 % больше, нежели в 2012 году. Из них 520 тысяч были иностранцами.
Половина доходов Сербии от туризма приходится на Белград. В 2012 году прибыль города от туристов составила до 500 миллионов евро.
Среди основных туристических достопримечательностей Белграда — исторические районы города и архитектурные сооружения. К ним относятся Скадарлия, Национальный музей Сербии и расположенный рядом Национальный театр, Земун, площадь Николы Пашича, площадь Теразие, Студенческая площадь, Белградская крепость и парк Калемегдан, улица князя Михаила, храм Святого Саввы, здание Парламента, Новый дворец и Старый дворец, Резиденция князя Милоша, бывшая королевская резиденция династии Обреновичей, здание Генштаба Сербии. Кроме этого, в городе расположены многочисленные музеи, парки, памятники, кафе, рестораны и магазины.

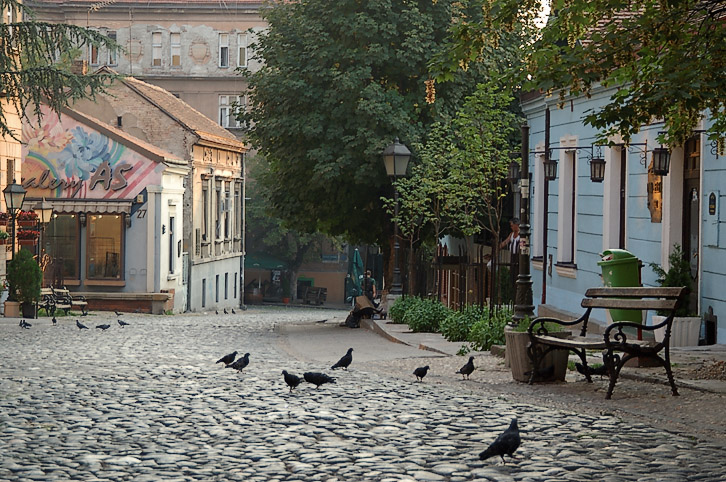
Скадарлия

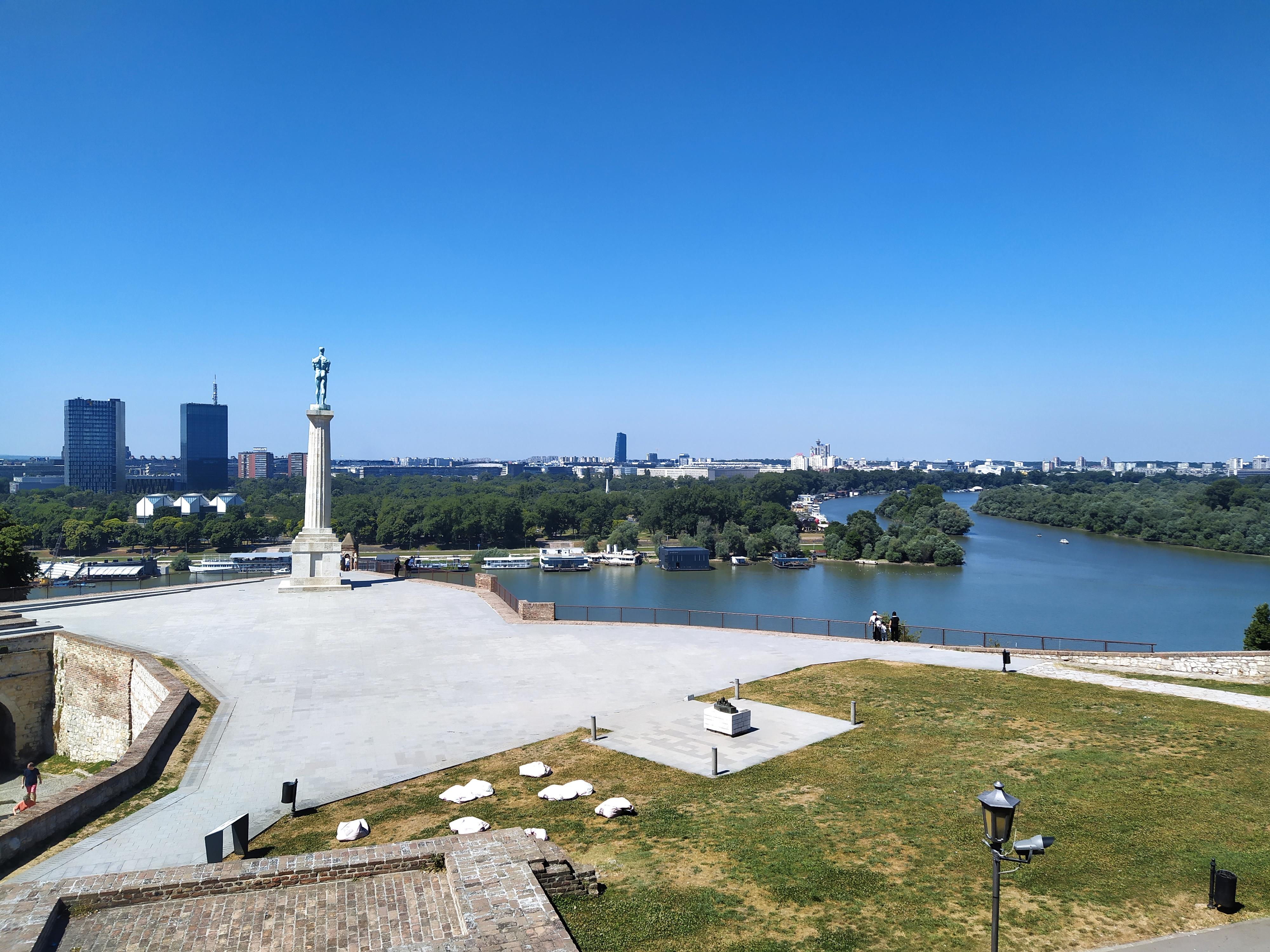
Памятник Победителю

С вершины горы Авала, от памятника Неизвестному герою, открывается панорамный вид на город. Мавзолей Иосипа Броз Тито, также называемый Домом цветов и близлежащие парки Топчидер и Кошутняк являются популярными местами, особенно среди туристов из стран бывшей Югославии.
Белый двор, или «Белый дворец», резиденция королевской семьи Карагеоргиевичей, располагает коллекцией ценных работ, включающей полотна кисти Рембрандта, Никола Пуссена, Себастьяна Бурдона, Паоло Веронезе, Каналетто, Креспи, Винтерхальтера, Ивана Мештровича и других.
Помимо Ады, в Белграде насчитывается 16 островов на реках, многие из которых до сих пор не используются. Один из них, Велико-Ратно, расположенный в месте впадения Савы в Дунай, выделяется как оазис нетронутой дикой природы. Наряду с соседним Малым Военным островом, он охраняется городскими властями как природный заповедник.

### Бюджет
Бюджет города подготавливает секретариат финансов городской администрации. Его проект на календарный год рассматривает и утверждает Скупщина Белграда. Городской бюджет демонстрирует рост на протяжении длительного времени: в 1994 году он составил 360 миллионов динаров, в 2000 году — более 5,3 миллиарда динаров, в 2013 — более 88 миллиардов динаров, а в 2020 — более 143 миллиардов динаров. В сумму общего бюджета включаются бюджет города и входящих в него общин.
Бюджет Белграда в 2020 году составил 143 022 896 488 динаров, что на 9,6 % больше чем в 2019 году. Из них 53,5 миллиардов динаров предусмотрены на развитие транспорта и инфраструктуры, в том числе на закупку новых автобусов и троллейбусов; 18 миллиардов динаров — на сферу дошкольного образования и воспитания, в том числе на строительство 17 новых детских садов; 7,6 миллиардов динаров — на начальное и среднее образование; 5,7 миллиардов динаров — на спорт и культуру; 4,9 миллиардов — на социальную защиту. 1,5 миллиарда динаров планируется выделить для неправительственных организаций. Также в бюджете зарезервированы средства на выплату разового пособия по рождению второго ребёнка, которое составит 20 000 динаров.

## Культура и образование

### Архитектура

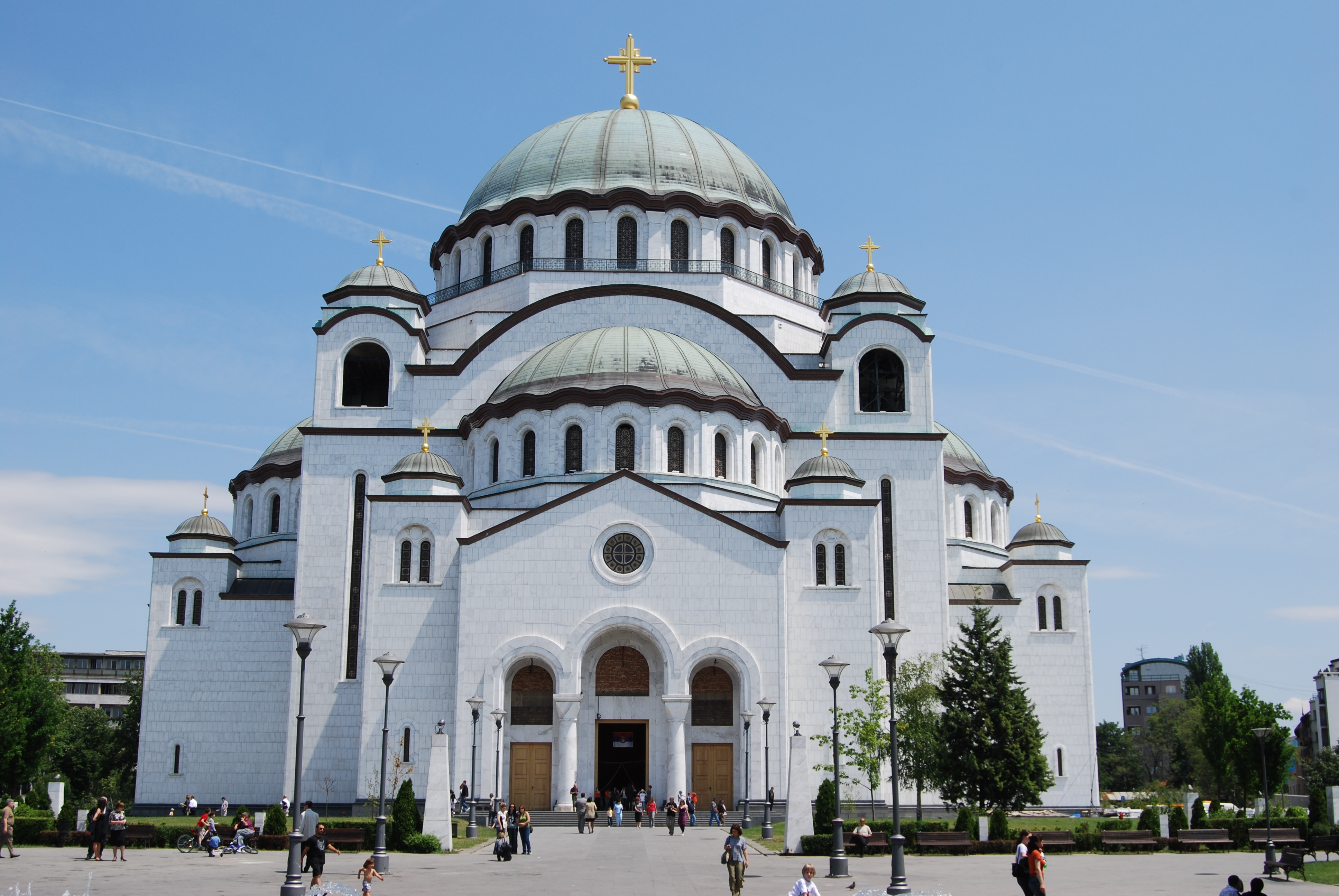
Храм Святого Саввы

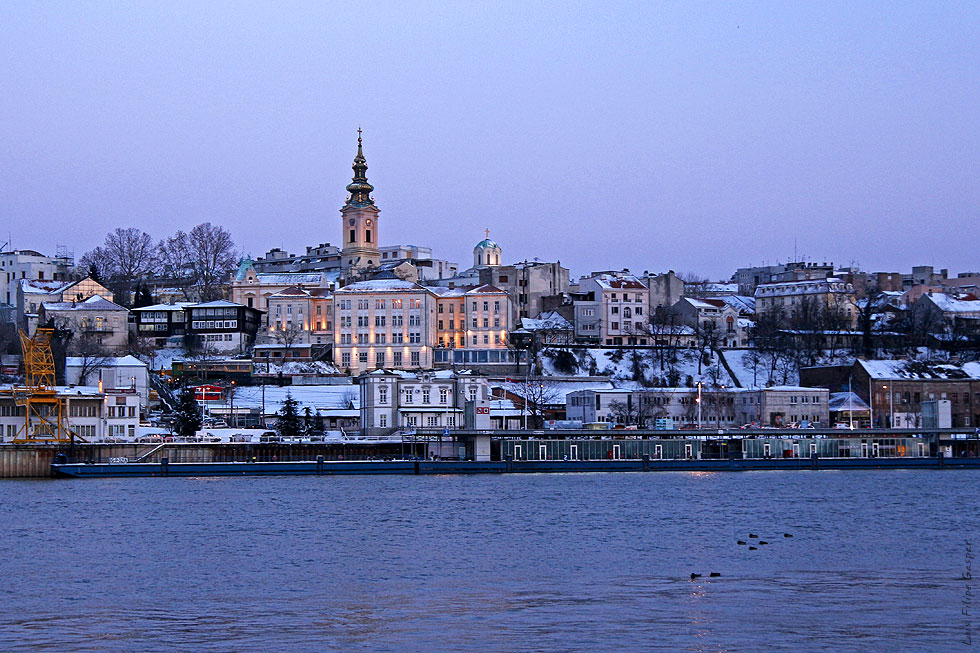
Вид на исторический центр

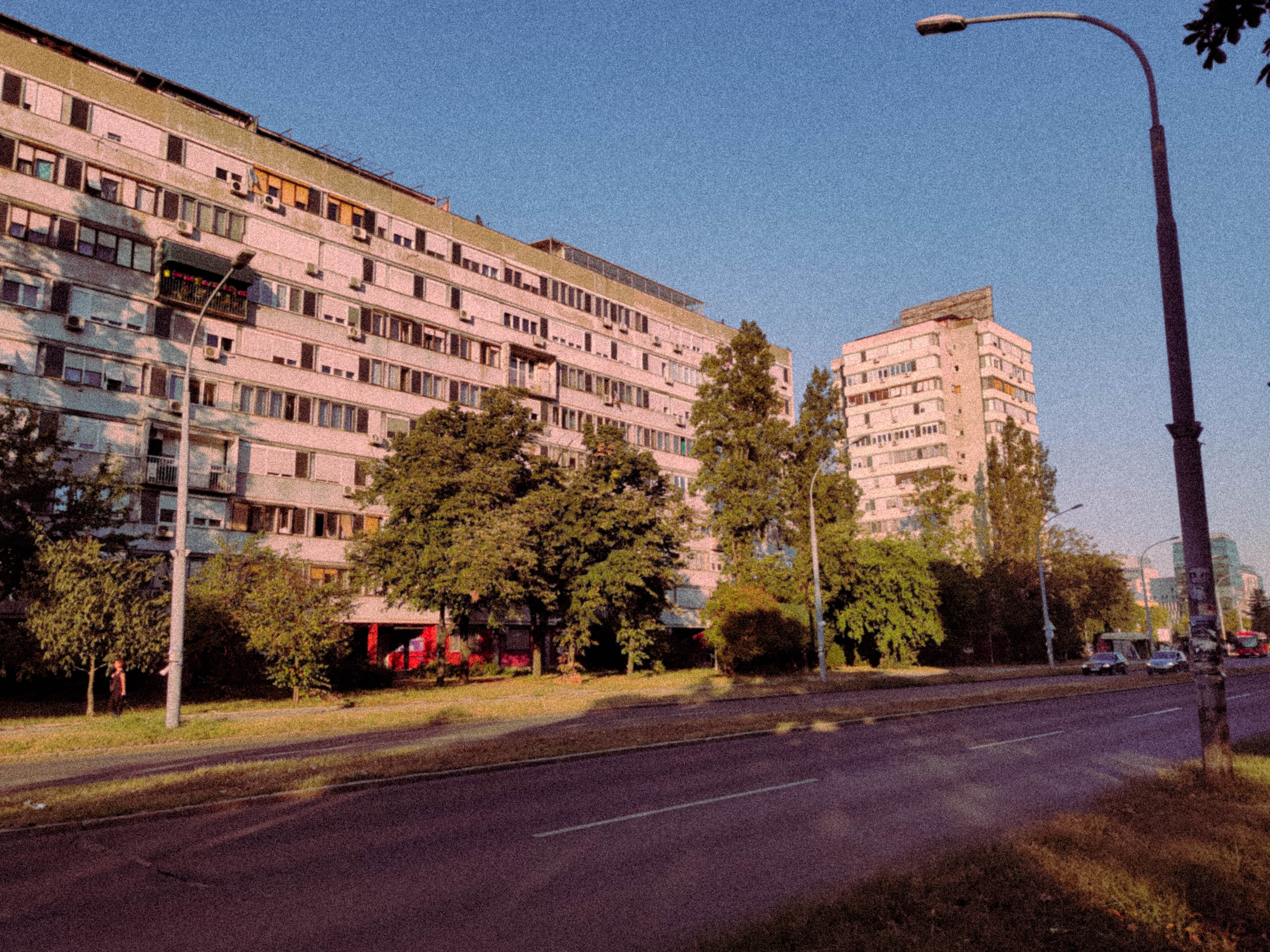
Нови Београд, Блок 2

Архитектура Белграда складывалась на протяжении столетий и отличается большим количеством различных стилей: от зданий Земуна, имеющего облик характерного для Центральной Европы города, до модернистских сооружений Нови-Београда. Многочисленные войны и осады Белграда привели к изменениям в структуре городских районов, масштабным разрушениям и перестройке, что препятствовало преемственности в развитии города.
Из средневековых построек в городе до наших дней сохранилась только Белградская крепость, которое неоднократно менялась и перестраивалась в Новое время. Поэтому, за её исключением, наиболее старинные здания в городе датируются XIX столетием. Во времена османского господства здания в Белграде строились под влиянием исламской архитектуры. Из общественных сооружений возводились мечети, суды, медресе и т. д. Жилые дома, как правило, представляли собой отдельные постройки с садами. Они имели подвалы, построенные из камня, немного выступающий первый этаж и слегка крутую крышу, покрытую черепицей. Австро-турецкие войны и два сербских восстания привели к значительным разрушениям в городе, множество зданий были уничтожены или серьёзно повреждены. После получения Сербией автономии в Белграде началась масштабная реконструкция. В этот период в Сербию прибыло множество специалистов из европейских стран, в том числе и архитекторов, которые приняли участие в строительстве новых зданий в Белграде. Их усилиями город существенно преобразился. Среди множества новых сооружений выделяются Конак княгини Любицы, Соборная церковь, дворцовый комплекс в Топчидере. Новые здания строились в стиле классицизма, романтизма и сентиментального историзма. Европейские архитектурные тенденции того времени в Белграде выразились в постройке таких зданий как отель «Сербская корона», здания Военной академии, Манежа и т. д. Собственно сербские архитекторы начали работу в городе в конце 1860-х гг.

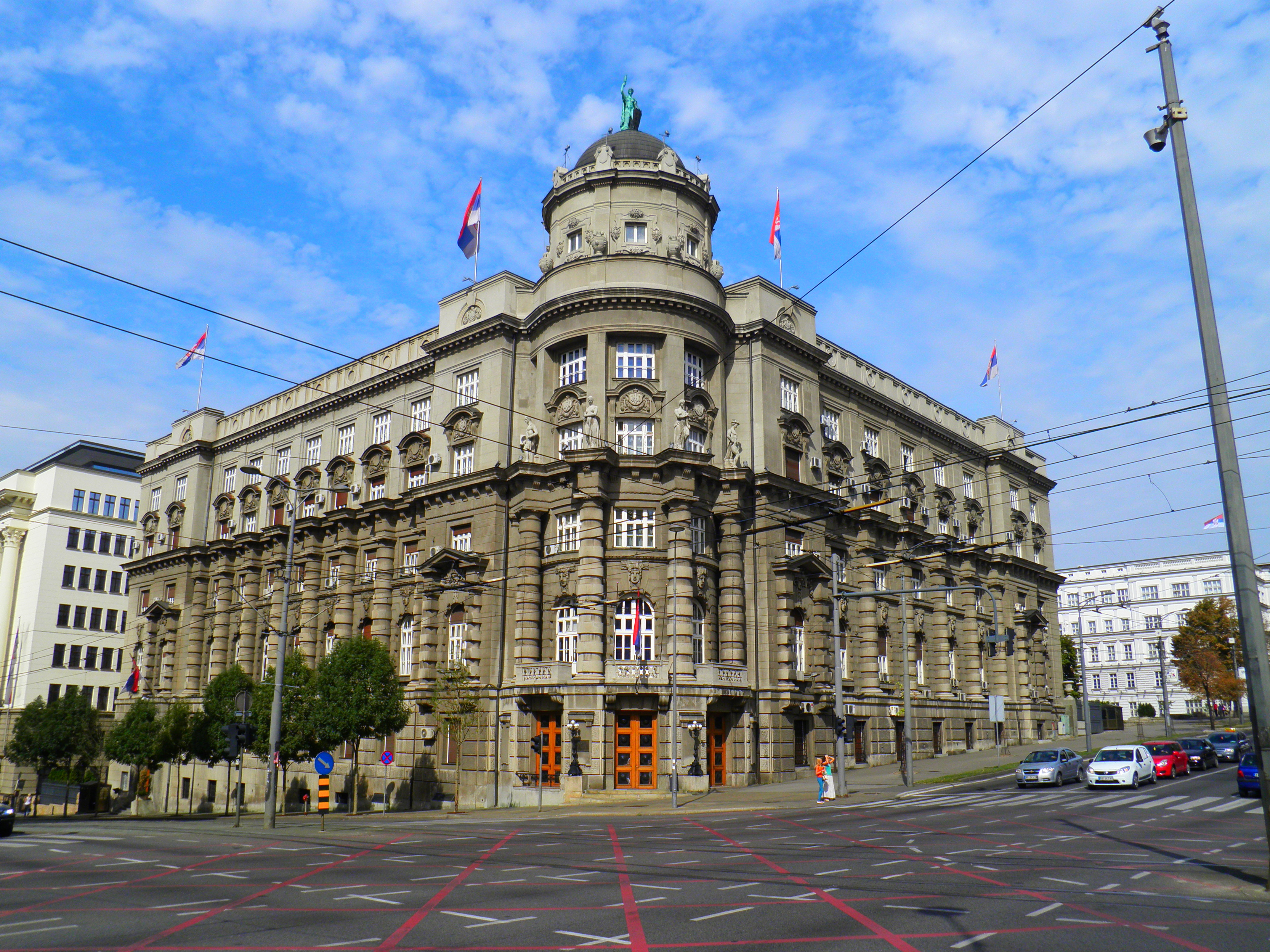
Здание Правительства Сербии

В первой четверти XX века именно историзм был доминирующим стилем в белградской архитектуре. Наиболее характерным сооружением этого времени является здание Народной скупщины, которое строилось по плану Константина Йовановича. В завершении строительства участвовал русский эмигрант Николай Краснов, который также спроектировал здания, где ныне размещаются Правительство Сербии и Министерство иностранных дел. Существенный вклад в архитектуру сербской столицы внесли и другие эмигранты из России — Василий Баумгартен (здание Генерального штаба), Василий Андросов (здание Главной почты), Виктор Лукомский (здание Патриархии Сербской православной церкви) и другие.

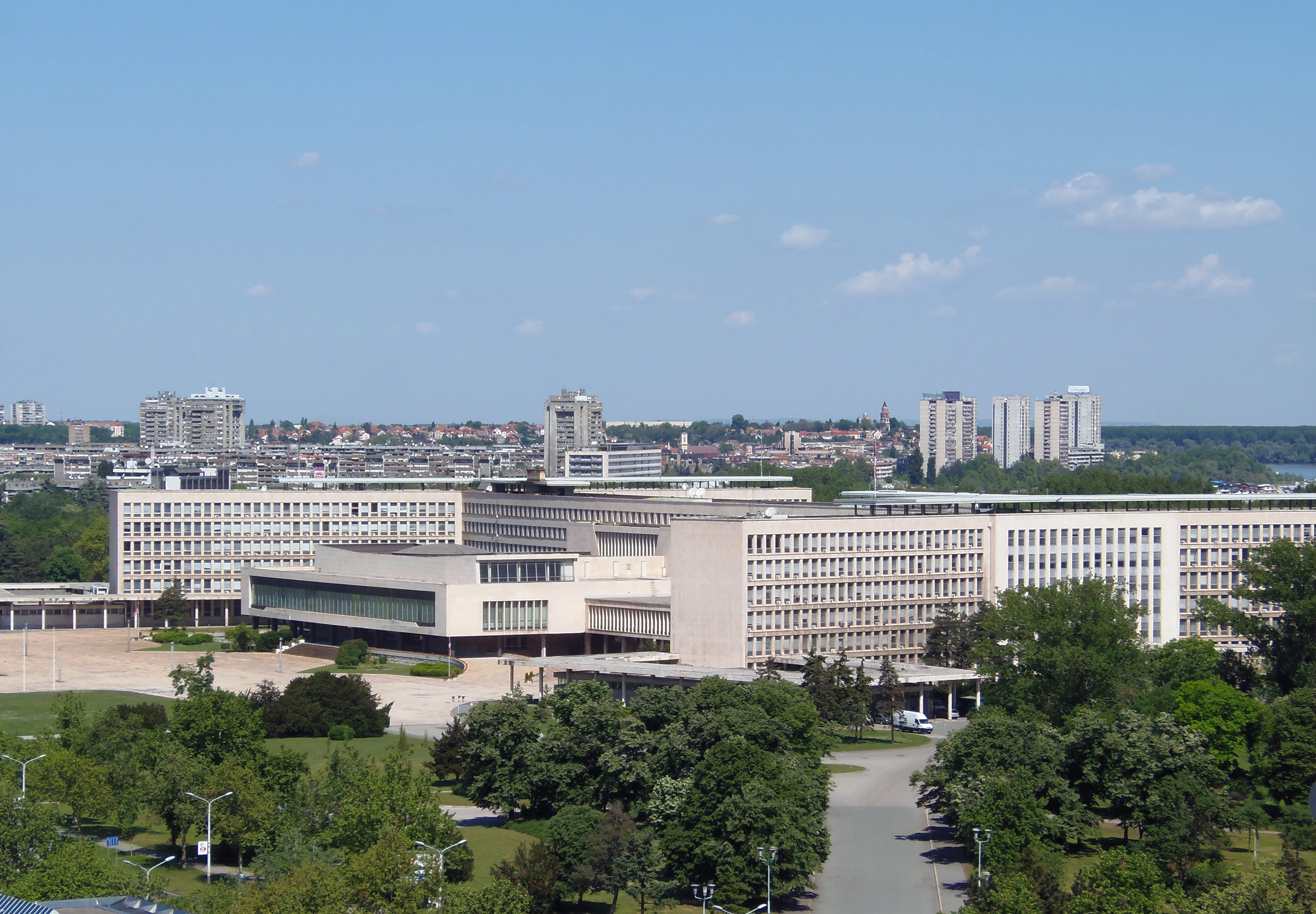
Палата «Сербия»

Одной из форм историзма в архитектуре стал неовизантийский стиль. В Белграде его представляют здания ряда архитекторов, в том числе Светозара Ивачковича (Церковь Святого Николая на Новом кладбище) и Йована Илкича (Дом Святого Саввы). В начале XX века новые взгляды на необходимость подчеркнуть функциональность здания, а также наглядную демонстрацию характеристик строительных материалов (железа и бетона) потеснили стиль историзма в облике сербской столицы. Кроме функционализма, предвоенный период в истории Белграда характеризовался также строительством в стиле модернизма.
В очередной раз архитектура города изменилась после Второй мировой войны. В эпоху социализма было построено множество зданий, в том числе для размещения людей, поселившихся в Белграде в послевоенный период. Эти конструкции, возведённые в спешке и с экономией средств, в ряде случаев относятся к стилю брутализма. Ярчайшими представителями такой архитектуры служат «блокови» в кварталах Нови-Београда.

### Музеи

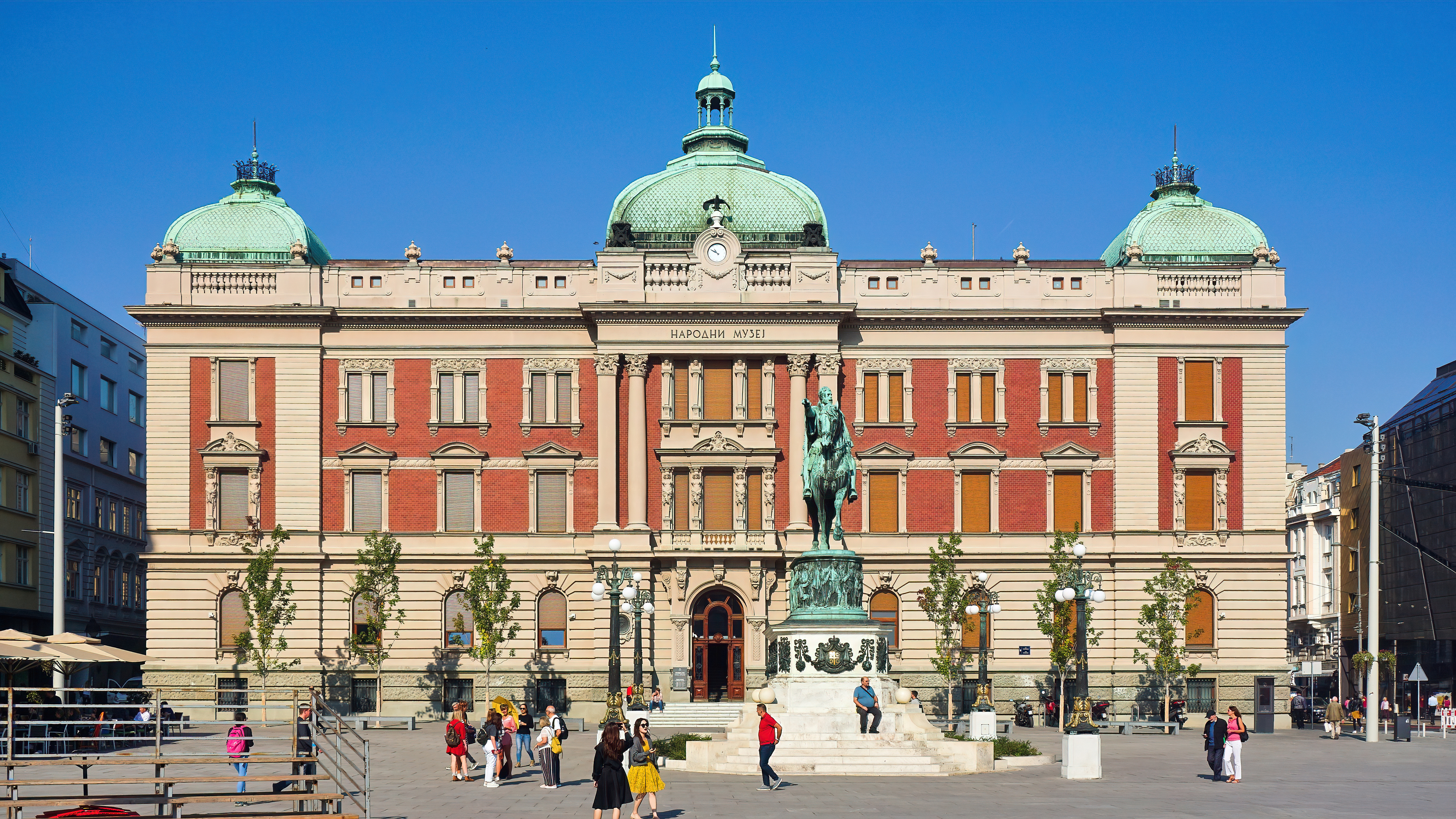
Национальный музей Сербии

Белград является культурным центром Сербии и лидером по числу музеев и галерей среди городов страны. Наиболее известным белградским музеем стал Национальный музей, основанный в 1844 году. В его хранилищах размещается более 400 000 экспонатов, в том числе знаменитое Мирославово Евангелие. Не менее известен Военный музей в Белградской крепости, где хранятся более 30 000 предметов и более 100 000 фотографий, начиная со времён античности и заканчивая войной 1999 года.

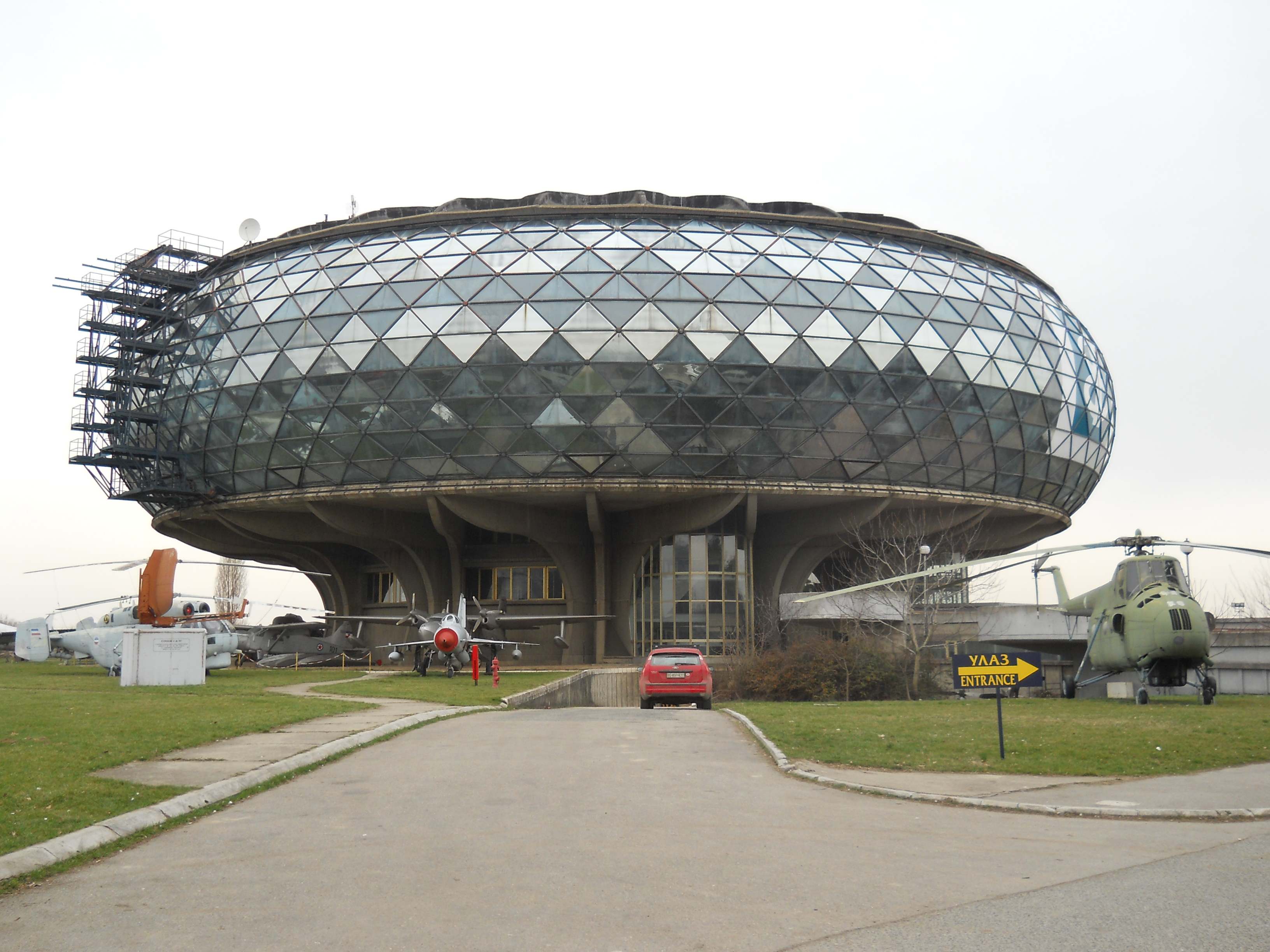
Музей воздухоплавания

Близ Белграда, рядом с аэропортом «Никола Тесла Белград», расположен Музей воздухоплавания с более чем 200 различными самолётами, около 50 из которых выставлены на постоянной основе. Среди его экспонатов имеются некоторые самолёты, сохранившиеся в единственном экземпляре, как, например, итальянский истребитель Fiat G.50. Также в фондах музея есть обломки самолётов и БПЛА стран НАТО, сбитых во время бомбардировок Югославии в 1999 году.
Более 150 000 экспонатов имеется в Этнографическом музее, который был основан в 1901 году. В его коллекциях находятся предметы из всех стран бывшей Югославии. Коллекцией в 8450 экспонатов обладает Музей современного искусства, собирающий экспонаты не старше 1900 года. Значительной подборкой экспонатов также обладает Музей Николы Теслы. В его коллекциях хранится 160 000 документов и 5700 различных предметов, принадлежавших знаменитому учёному. Также крупным белградским музеем является Музей Вука и Доситея, рассказывающий о жизни, работе и наследии Вука Караджича (1787—1864), реформатора сербского языка, и Доситея Обрадовича (1742—1811), просветителя и первого министра просвещения.

### Музыка
В 1980-х годах город был одним из главных центров югославской «новой волны»: ВИА «Идолы», «Екатарина Велика» (EKV) и «Шарло Акробата» — группы из Белграда. Другие известные белградские рок-группы: «Рибля чорба», «Баяга и инструктори» и т. д. В 1990-х годах город был главным центром (в бывшей Югославии) музыкального жанра «турбофолк». В настоящее время является центром сербской хип-хоп сцены с такими представителями, как «Београдски синдикат», Шкабо, Марчело и многими другими.
В 2008 году в Белграде прошёл конкурс «Евровидение».

### Образование

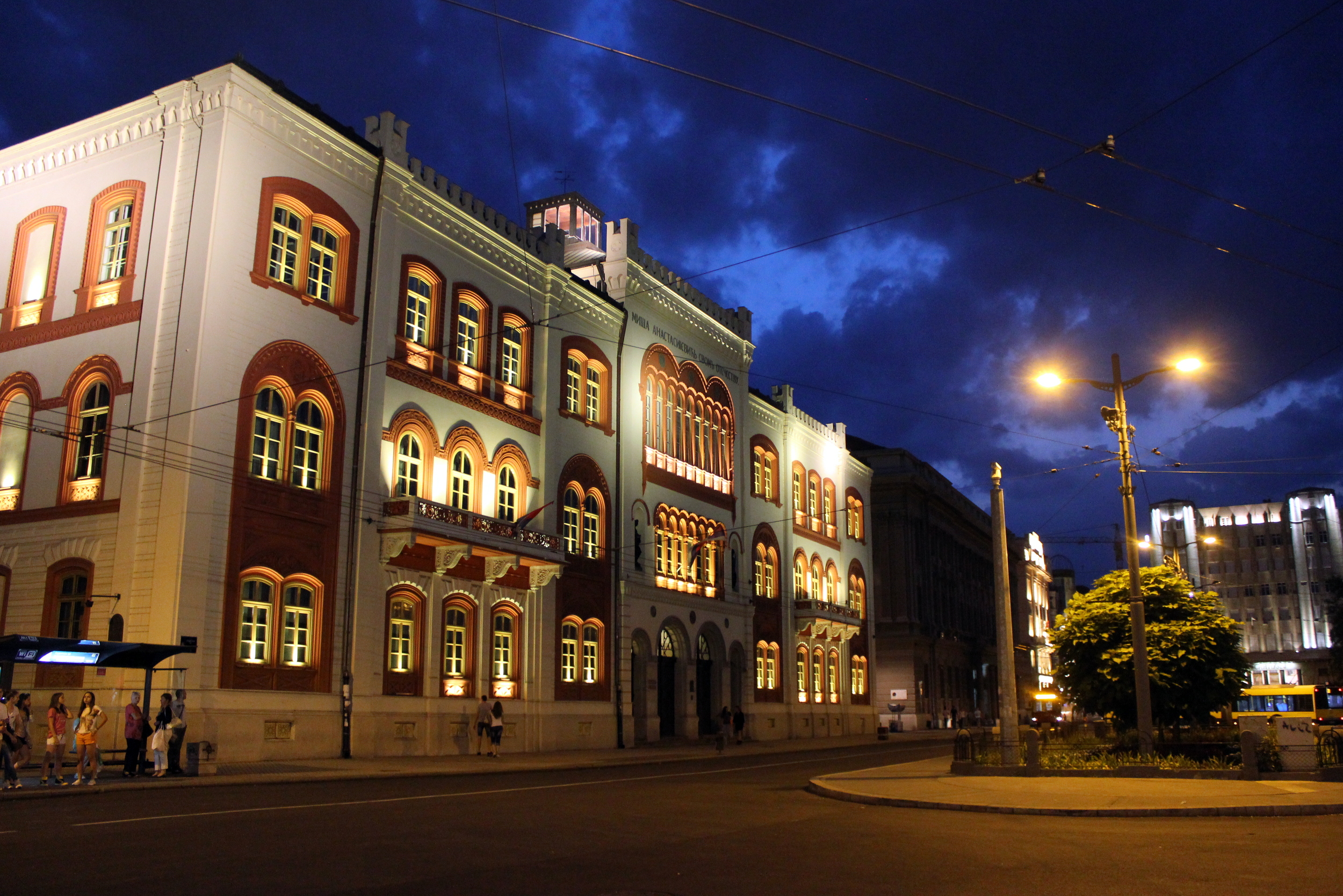
Ректорат Белградского университета

В Белграде находятся три государственных и несколько частных университетов. Белградский университет ведёт происхождение от Высшей школы, основанной в 1808 году. Формально, первый сербский университет был основан 27 февраля 1905 года. На 31 его факультете обучаются более 96 000 студентов. Кроме факультетов, Белградский университет известен библиотекой им. Светозара Марковича, научно-исследовательскими институтами и центрами, среди которых Институт ядерных наук «Винча», Электротехнический институт им. Николы Теслы, Институт им. Михайло Пупина.
21 мая 1973 года академии искусств были преобразованы в факультеты в рамках Университета искусств — второго университета сербской столицы. В 2011 году список государственных университетов Белграда пополнил военный Университет обороны, в который вошли два факультета, Военная академия и Военно-медицинская академия.
Исследования военного характера в Белграде также ведут научно-исследовательские институты Вооружённых сил Сербии, среди которых Военно-географический институт, Медицинский институт ВВС и ПВО, Военно-технический институт.
Согласно данным Республиканского института статистики, в 2016 году в Белградском округе начальное образование получали 126 525, среднее — 60 099, высшее — 147 828 человек. Дошкольное образование в 2016/2017 учебном году получали 65 489 детей, занимавшихся в 544 образовательных учреждениях.

### Выставки и фестивали

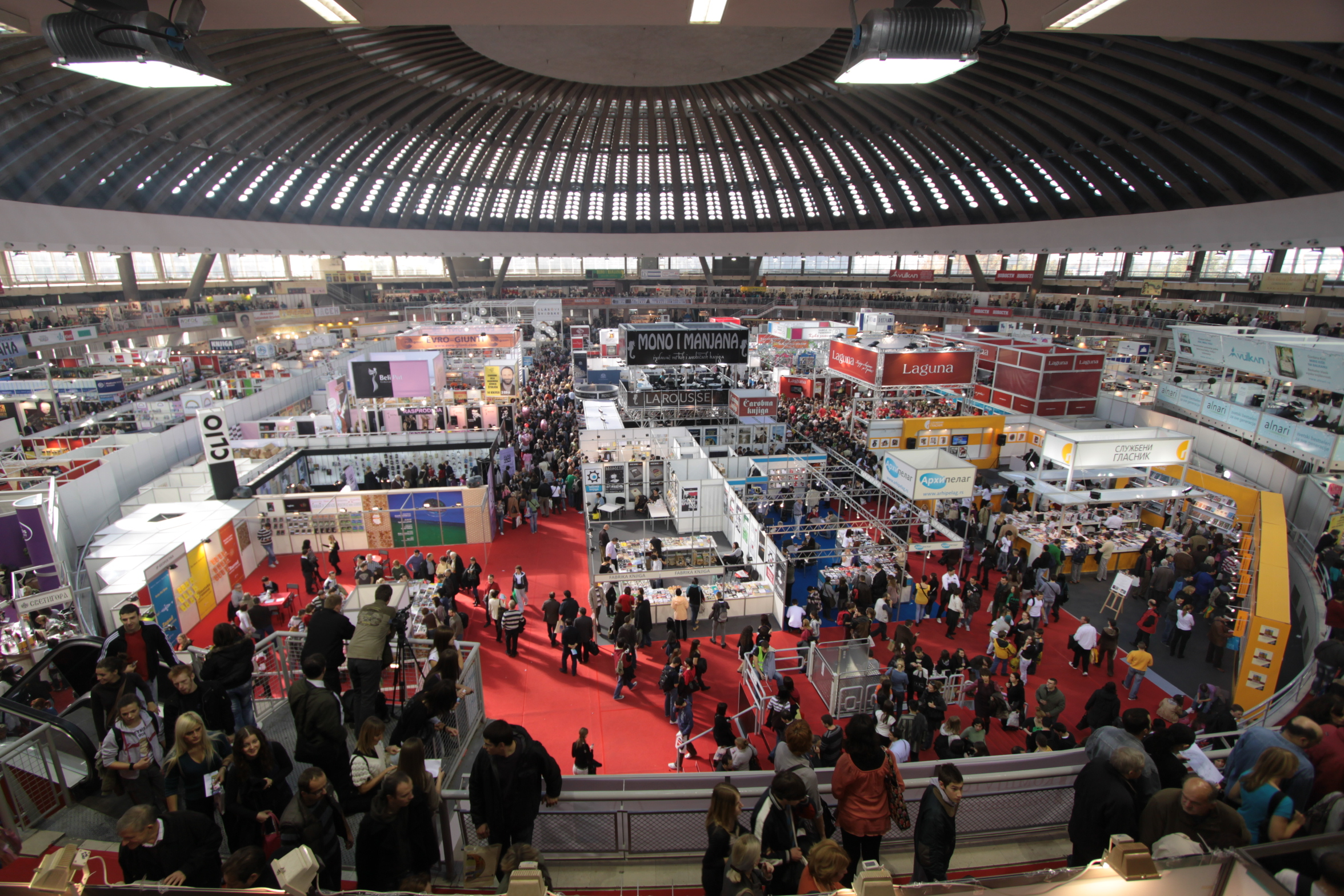
Белградская книжная ярмарка

В Белграде традиционно проходит множество различных выставок и фестивалей:
- Белградская книжная ярмарка, проходит в городском выставочном центре в октябре[156][157][158].
- Международный кинофестиваль «ФЕСТ» проводится в последние выходные февраля—начало марта в разных культурных центрах города, в зависимости от программы и ожидаемого количества посетителей[159][160].
- Белградский фестиваль документальных и короткометражных фильмов начинается в последнее воскресенье марта и длится 4—5 дней[159][161].
- Кинофестиваль в Сопоте традиционно проходит в местном культурном центре в начале июля[159][162].
- Белградский летний фестиваль посвящён театральным выступлениям и музыкальным программам, проходит во второй половине лета[159].
- Белградский музыкальный фестиваль начинается во второй половине октября и длится 15 дней, значительную часть его программы составляет народная музыка[159].
- «Октябрьский салон» — международный фестиваль, посвящённый изобразительному искусству и дизайну. В 2004 году стал международным[159].
- «Resonate» — международный медиа-фестиваль, собирающий артистов, художников и программистов со всего мира[163].

### Городские награды
Ежегодно с 16 по 19 апреля во время «Дней Белграда» от имени сербской столицы проходит награждение за заслуги перед городом в нескольких номинациях:
- Награда Белграда. Вручается за развитие культуры, медицины, экономики, образования, акты героизма, а также за значительный вклад в развитие города[164][165][166].
- За юношеское творчество. Она вручается школьникам и студентам за выдающиеся заслуги в научной деятельности и искусстве[164][166].
- Награда «Светислав Стоянович». Вручается пожарным и членам пожарных команд за заслуги в области защиты от пожаров в Белграде[164][166][167].

## Спорт

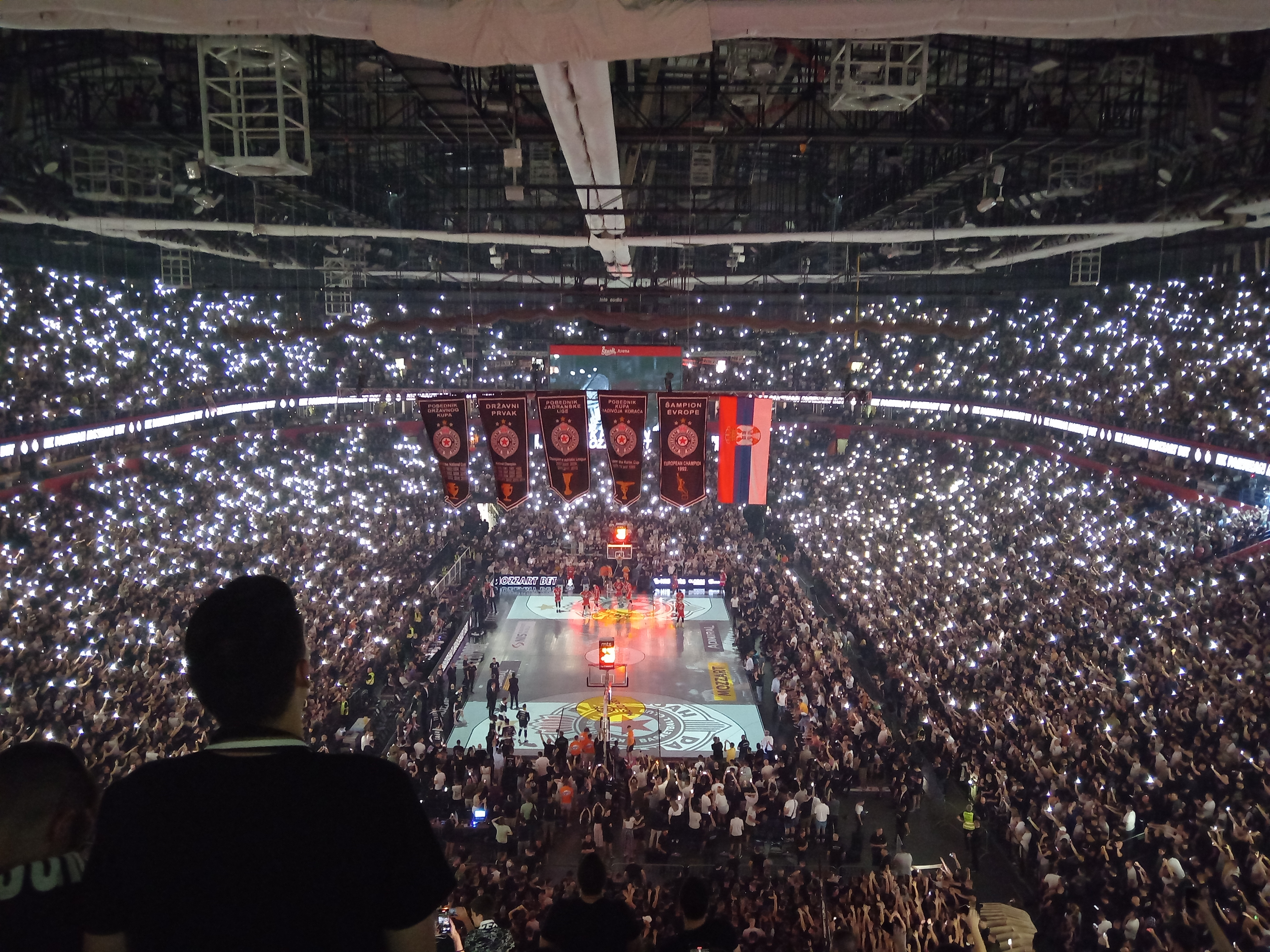
Белградская арена

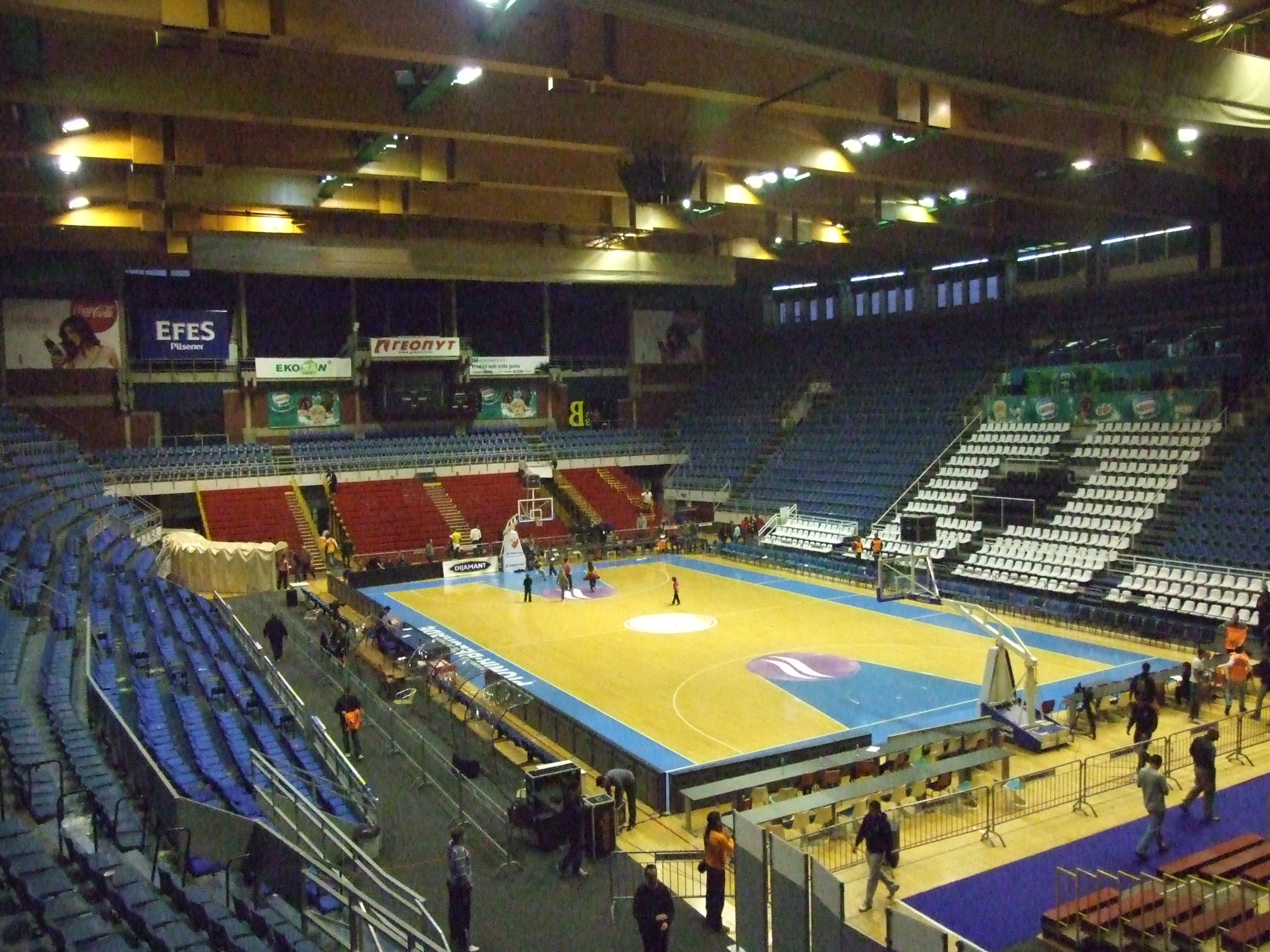
Зал «Пионер»

В Белграде есть около тысячи спортивных сооружений, вместимость которых удовлетворяет потребности почти во всех видах спорта. В городе проводилось много важных спортивных событий в последнее время, таких, как Чемпионат Европы по мини-футболу 2016, Чемпионат Европы по водному поло среди мужчин 2016 (и среди женщин), Чемпионат Европы по лёгкой атлетике в помещении 2017, Чемпионат Европы по гребле на байдарках и каноэ 2018 и т. д.
Белград дважды неудачно боролся за право проведения летних Олимпийских игр. В 1992 году город уступил Барселоне, а в 1996 году игры состоялись в Атланте.
Белград является домом для двух сильнейших и наиболее успешных спортивных клубов в Сербии: «Партизана» и «Црвены Звезды». Два крупнейших футбольных стадиона в Белграде — это стадион «Райко Митич» (стадион ФК «Црвена Звезда» и сборной Сербии по футболу) и стадион «Партизана». «Штарк Арена» используется для проведения соревнований по баскетболу и волейболу, вместе с «Пионир-Холлом». Спортивный центр «Ташмайдан» используется для игр в водное поло.

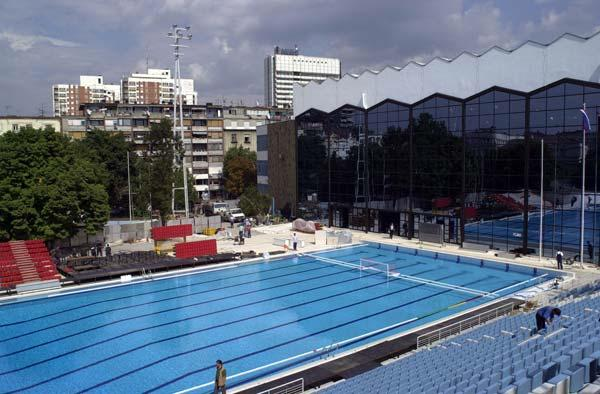
Спортивный центр «Ташмайдан»

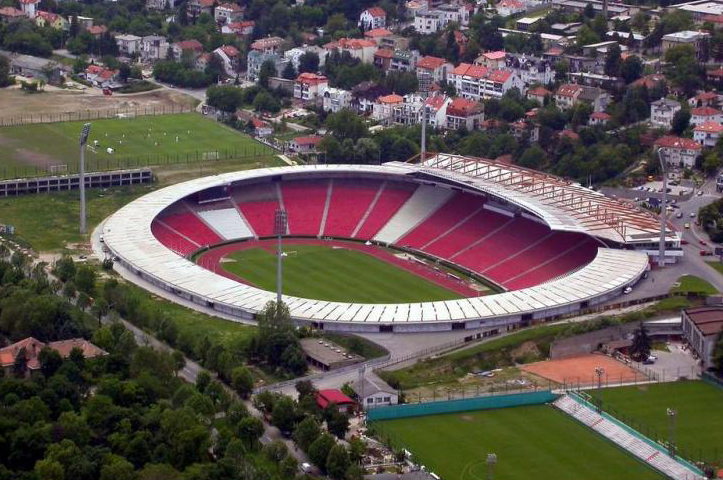
Стадион «Райко Митич»

Ада Циганлия — бывший остров на реке Сава и крупнейший спортивно-рекреационный комплекс Белграда. Сегодня он соединён с берегом, образуя искусственное озеро на реке. В летний период Ада Циганлия — одно из популярнейших мест отдыха жителей города. Здесь имеется семь километров пляжей, созданы условия для занятий различными видами спорта, включая гольф, футбол, баскетбол, волейбол, регби, бейсбол, теннис. Количество купающихся в летние дни колеблется от 200 000 до 300 000 человек ежедневно. Клубы работают круглосуточно, организуя концерты с живой музыкой и вечеринки на пляже, длящиеся до утра. Экстремальные виды спорта, такие как банджи-джампинг, пейнтбол или водные лыжи, также доступны для отдыхающих. На острове проложено несколько маршрутов для велосипедных или пеших прогулок.
Ежегодно проводится Белградский марафон — крупнейшее спортивное мероприятие Сербии. Впервые был проведён в 1988 году.

## Почётные граждане

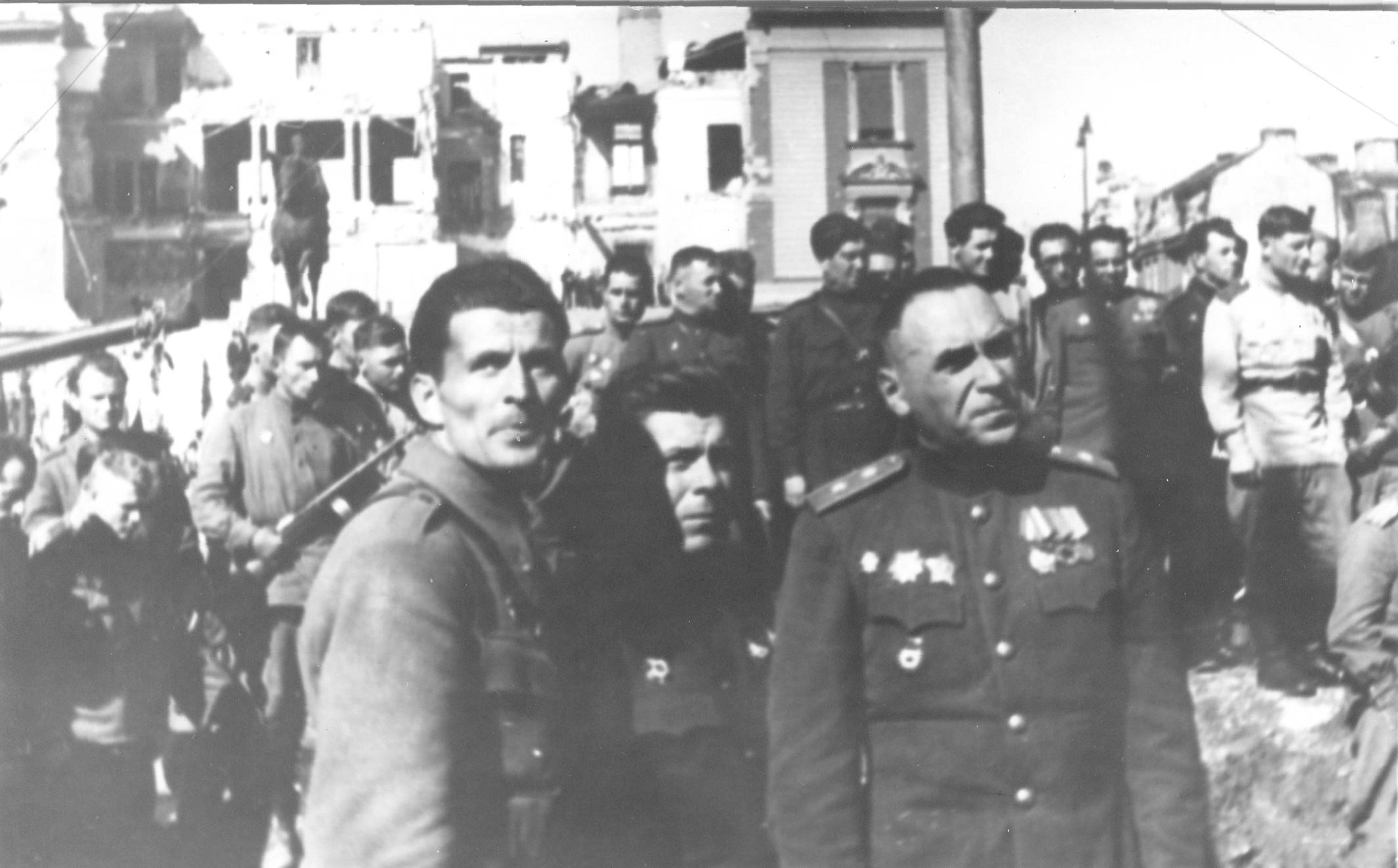
Генералы Пеко Дапчевич и Владимир Жданов — первые почётные граждане Белграда

Первыми почётными гражданами сербской столицы стали генералы, руководившие освобождением города в годы Второй мировой войны и получившие этот титул в 1945 году. Между тем, официально это звание было утверждено только в 1954 году.
Оно может присваиваться как гражданину Сербии, так и любого другого государства, как политику или государственному деятелю, так и представителю неправительственной организации или деятелю искусства. Кандидат в почётные граждане Белграда должен иметь вклад в развитие науки, искусства, гуманитарной деятельности и т. д., который помог развитию и имиджу Белграда, развитию демократии в Сербии и мире. Решение о вручении звания принимает городская Скупщина (парламент). Кандидаты выдвигаются Городским вечем или не менее чем 20 депутатами.
Лицу, получившему титул почётного гражданина Белграда, вручается официальная грамота на гербовой бумаге на официальном заседании Скупщины. Гражданин Сербии получает её в День города, а представитель другой страны — во время своего визита в Белград.
В 1954 году почётным гражданином Белграда впервые стал лидер иностранного государства — император Эфиопии Хайле Селассие. Из глав иностранных государств после него звание было присвоено Джавахарлалу Неру, Гамалю Абделю Насеру, Нородому Сиануку, Леониду Брежневу и др. Несмотря на тёплые отношения Иосипа Броз Тито с рядом лидеров стран Западной Европы, никто из них так и не стал почётным гражданином Белграда за время его жизни. Только после смерти югославского президента в 1983 году это звание было даровано Франсуа Миттерану, президенту Франции. После 1985 года титул не вручался на протяжении более чем 20 лет. После длительного перерыва в 2007 году его получил Нельсон Мандела.
В начале XXI века в качестве кандидатов в почётные граждане Белграда выдвигались Билл Гейтс и Михаэль Шумахер. Сербский историк Александар Животич объяснял это сломом социалистического блока и глобализацией, в эпоху которой общество выбирает новых героев.
В 2015 году впервые звание получили три человека одновременно. При этом Никита Михалков и Петер Хандке — первые деятели искусства, ставшие почётными гражданами сербской столицы.

## Международное сотрудничество
Белград имеет пять соглашений о побратимстве и девятнадцать договоров о сотрудничестве с различными городами.
Согласно Уставу Белграда, город может сотрудничать с другими населёнными пунктами в рамках внешней политики Сербии, уважая территориальное единство и правовой порядок Сербии, а также в соответствии с Конституцией и законом. Соглашение о побратимстве или иной форме сотрудничества от имени Белграда заключает городская Скупщина, при согласии со стороны сербского Правительства. Контакты Белграда с другими городами осуществляются в форме встреч официальных делегаций, обмена профессиональными и учебными группами, участия в работе международных организаций городов, в экономических и культурных мероприятиях, обмене публикациями и другими информационными материалами и т. д.
Первым городом-побратимом Белграда стал Ковентри. Первые связи между ними были установлены в 1953 году, а спустя четыре года была подписана Хартия о побратимстве.
В 2015 году Белград присоединился к международной организации EUROCITIES.
Города-побратимы:
- Ковентри (1957 г.)[180][181][182]
- Чикаго (2005 г.)[180]
- Керкира (2010 г.)[180]
- Любляна (2010 г.)[180][184][185]
- Шанхай (2018 г.)[186]

Города, с которыми были заключены соглашения о сотрудничестве:
- Афины — Соглашение о дружбе и сотрудничестве, ноябрь 1966 г.[180]
- Будапешт — Соглашение о дружбе и сотрудничестве, декабрь 1970 г.[180]
- Рим — Соглашение о дружбе и сотрудничестве, октябрь 1971 г.[180]
- Берлин — Соглашение о дружбе и сотрудничестве, ноябрь 1978 г.[180]
- Пекин — Соглашение о сотрудничестве, октябрь 1980 г.[180][187]
- Алжир — Декларация о совместных интересах, февраль 1981 г.[180]
- Тель-Авив — Соглашение о сотрудничестве, май 1990 г.[180]
- Бухарест — Протокол о сотрудничестве, сентябрь 1999 г.[180]
- Киев — Соглашение о сотрудничестве, май 2002 г.[180]
- Москва — Программа сотрудничества, декабрь 2002 г.[180]
- Загреб — Письмо о намерениях, октябрь 2003 г. (подписано совместно с Любляной)[180]
- Любляна — Письмо о намерениях, октябрь 2003 г. (подписано совместно с Загребом)[180]
- Баня-Лука — Соглашение о сотрудничестве, апрель 2005 г.[180][188]
- Подгорица — Протокол о сотрудничестве, июль 2010 г.[180]
- Скопье — Соглашение о сотрудничестве, март 2012 г.[180]
- Минск — Соглашение о сотрудничестве, июнь 2014 г.[180]
- Берн — Соглашение о сотрудничестве, февраль 2016 г.[180]
- Тегеран — Меморандум о понимании, сентябрь 2016 г.[180]
- Астана — Протокол о намерениях, ноябрь 2016 г.[180]

## Награды
- Орден Почётного легиона (Французская Республика, 21 декабря 1920 года).
- Военный крест (Чехословацкая Республика, 8 октября 1925 года).
- Орден Звезды Карагеоргия с мечами (Королевство Югославия, 18 декабря 1939 года).
- Орден Народного героя (Социалистическая Федеративная Республика Югославия, 20 октября 1974 года).